# Соединённые Штаты Америки
Соединённые Шта́ты Аме́рики (англ. The United States of America, сокращённо — США (англ. USA, U.S.A.), или Соединённые Штаты (англ. The United States, US или U.S.), в просторечии — Америка и Штаты) — государство в Северной Америке площадью в 9,8 млн км² (3-е место в мире).
Соединённые Штаты граничат на севере с Канадой, на юге — с Мексикой, имеют также морскую границу с Россией на западе (по линии перемены дат) и с Кубой на юге. Омываются Тихим океаном с запада, Атлантическим океаном — с востока, и Северным Ледовитым океаном — с севера. Страна отличается, ввиду своих размеров, очень большим разнообразием ландшафтов, климатических зон, растительного и животного мира.
Население, по переписи 2020 года, составляет около 331 млн человек (3-е место в мире).
США — федеративная президентская республика, которая административно состоит из 50 штатов и федерального округа Колумбия, а также административно контролирует ряд островных территорий (Пуэрто-Рико, Виргинские Острова, Гуам и другие). Президент с 20 января 2025 года — Дональд Трамп.
Столица — город Вашингтон (округ Колумбия). Самые крупные по численности населения мегаполисы — Нью-Йорк, Лос-Анджелес и Чикаго — являются важнейшими глобальными городами.
Государственный язык — английский (американский вариант) — один из германских языков, распадающийся на множество диалектов по штатам и являющийся сегодня одним из первых по важности языков мира и одним из ведущих по числу носителей. Кроме него, коренным населением (индейцами) используется также множество индейских языков, ведущим по числу носителей из которых является атабаскский язык навахо. В штате Гавайи официальным, наряду с английским, является также гавайский язык.
Соединённые Штаты Америки были образованы в 1776 году при объединении тринадцати британских колоний, объявивших о своей независимости. Война за независимость США продолжалась до 1783 года и окончилась победой колонистов. В 1787 году была принята Конституция США, а в 1791 — Билль о правах, который существенно ограничил полномочия правительства в отношении граждан. В 1861 году противоречия между рабовладельческими южными и промышленными северными штатами привели к началу четырёхлетней Гражданской войны. Следствием победы северных штатов стал повсеместный запрет рабства, а также объединение страны после раскола, возникшего при объединении южных штатов в Конфедерацию и объявлении её независимости от Вашингтона.
Вплоть до Первой мировой войны официальная внешнеполитическая активность США частично ограничивалась интересами на территориях Северной, Центральной и Южной Америки согласно сформулированной ещё в 1823 году доктрине Монро. После Первой мировой войны Конгресс Соединённых Штатов не давал согласия на вступление страны в международные организации (например, в Лигу Наций и Палату международного правосудия при ней), что ограничивало роль США в мировой политике. Тем не менее участие страны в антигитлеровской коалиции значительно усилило влияние США на мировой арене и с середины XX века страна стала ядром так называемого «Первого мира». В 1945 году США стали первой ядерной державой и первой и единственной страной, использовавшей ядерное оружие в военных действиях (атомные бомбардировки Хиросимы и Нагасаки). С 1946 года США находились в состоянии глобального противостояния с СССР, длившегося до начала 1990-х годов, когда Советский Союз прекратил своё существование.
США располагают вооружёнными силами, имеющими самый мощный ядерный потенциал на планете по совокупной численности развёрнутых боезарядов (но второе место после России по общему количеству ядерных боезарядов), в том числе самыми крупными в мире военно-морскими силами, а также военно-воздушными силами; имеют постоянное место в Совете Безопасности ООН с правом вето; являются государством-учредителем Североатлантического Альянса (НАТО), одними из основателей Организации Объединённых Наций, Всемирного банка, Международного валютного фонда, Организации американских государств (ОАГ) и других международных организаций.
США входят в число наиболее развитых стран мира. С конца XIX века они удерживают первую позицию по размеру номинального ВВП, в 2023 году на них приходилось более 15 % мировой экономики (с учётом покупательной способности). США обладают наибольшим национальным богатством в мире и имеют самый высокий располагаемый доход домохозяйств на душу населения среди стран ОЭСР. Соединённые Штаты занимают высокие позиции в мире по ряду социально-экономических показателей, включая среднюю заработную плату, ВВП на душу населения и производительность труда. Экономика США является постиндустриальной, отличается преобладанием сферы услуг и экономики знаний, однако производственный потенциал страны остаётся вторым по величине в мире.
Экономика страны составляет около четверти мирового ВВП; она производит треть глобальных военных расходов и 30,7 % мировых трат на НИОКР (720,9 млрд $ по ППС в 2020 г.), что делает США главной экономической и военной державой на планете. США занимают одно из первых мест в мире по экономической конкурентоспособности, производительности, инновациям, защите прав человека и качеству высшего образования. Жёсткая сила и культурное влияние США имеют глобальный охват, с 1991 года страна рассматривается как единственная сверхдержава планеты.

## Этимология

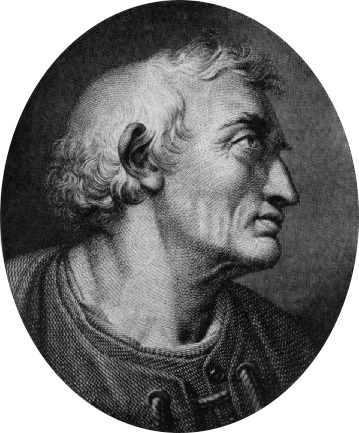
Итальянский путешественник Америго Веспуччи, в честь которого назван Американский континент

В 1507 году немецкий картограф Мартин Вальдзеемюллер издал карту мира, на которой земли Западного полушария Земли были названы «Америкой» в честь итальянского исследователя и картографа Америго Веспуччи. Это было первое в истории использование топонима «Америка».
Первым документально подтверждённым использованием названия «Соединённые Штаты Америки» является письмо от 2 января 1776 года, написанное Стивеном Мойленом, помощником Джорджа Вашингтона. Обращаясь в письме к подполковнику Джозефу Риду, Мойлен выразил пожелание нести «полные и достаточные полномочия Соединённых Штатов Америки» в Испанию для оказания помощи в революционной войне.
Первая известная публикация названия «Соединённые Штаты Америки» — в анонимном эссе в газете «The Virginia Gazette», вышедшей в Уильямсберге, штат Виргиния, 6 апреля 1776 года.
Вторая версия Статей Конфедерации (первого конституционного документа США), подготовленная Джоном Дикинсоном и завершённая не ранее 17 июня 1776 года, содержала текст: «Название этой Конфедерации будет „Соединённые Штаты Америки“». В окончательной редакции Статей Конфедерации, направленных государствам для ратификации в конце 1777 года, содержится предложение «Названием этой Конфедерации является „Соединённые Штаты Америки“». В июне 1776 года Томас Джефферсон написал фразу «СОЕДИНЁННЫЕ ШТАТЫ АМЕРИКИ» заглавными буквами в заголовке своего «первоначального черновика» Декларации независимости. Этот черновик не был опубликован до 21 июня 1776 года, и неясно, был ли он написан до или после того, как Дикинсон использовал термин «Соединённые Штаты Америки» в своём проекте Статей Конфедерации от 17 июня.
Краткая форма наименования страны — «Соединённые Штаты» (англ. United States) — также является стандартной. Другими распространёнными формами названия страны в английском языке также являются «U.S.», the «USA», и «America». Разговорной формой является «U.S. of A.» и, на международном уровне — «States» (на русском, соответственно, — «Штаты»). Название «Колумбия», популярное в стихах и песнях конца XVIII века, происходит от имени первооткрывателя Америки Христофора Колумба; в топонимии США оно закрепилось в названии «федеральный округ Колумбия».
Изначально официальное название «Соединённые Штаты» имело только форму множественного числа, поэтому с ней использовался лишь глагол-связка множественного числа are — «the United States are …» — например, в Тринадцатой поправке к Конституции США, ратифицированной в 1865 году. Форма единственного числа с соответствующим глаголом-связкой (is) — «the United States is …» — стала популярной лишь после окончания гражданской войны в США. Стандартной формой в настоящее время является форма единственного числа; множественная форма сохраняется лишь в идиоме «эти Соединённые Штаты» (англ. "these United States"). Разница между единственным и множественным числом играет для США важную роль, поскольку подчёркивает, что речь идёт о едином государстве.
Этнохороним для граждан Соединённых Штатов — «американцы» (англ. Americans). В английском языке слово «American» редко относится к темам или предметам, не связанным непосредственно с Соединёнными Штатами.
До первой трети XX века в русском языке также употреблялось название «Северо-Американские Соединённые Штаты» («САСШ» или «САШ»), «Соединённые Штаты Северной Америки».

## География

Рост территории США

Динамика получения территориями статуса штата

### Расположение
Основная территория США (называемая континентальные штаты) расположена на Североамериканском континенте и простирается от Атлантического океана на востоке до Тихого океана на западе. На юге США граничат с Мексикой, на севере — с Канадой. Кроме того, в состав США входят ещё два штата. На крайнем северо-западе американского континента находится штат Аляска, также граничащий с Канадой. Граница с Россией проходит через Берингов пролив. В Тихом океане находится штат Гавайи. США также принадлежит ряд островов в Карибском море (например, Пуэрто-Рико) и в Тихом океане (Американское Самоа, Мидуэй, Гуам и другие).

### Подчинённые территории
Под тем или иным управлением США находится (но не входит в них) ряд островных территорий, имеющих различный статус. На территории необитаемого атолла Пальмира полностью действует Конституция США. Остальные территории имеют собственное основное законодательство. Крупнейшей из таких территорий является Пуэрто-Рико.
Территории США:
1. Американское Самоа
2. Виргинские Острова (США)
3. Гуам
4. Пуэрто-Рико
5. Северные Марианские Острова

### Рельеф
На основной территории страны к западу от Приатлантической низменности протянулись Аппалачские горы, за которыми располагаются Центральные равнины (200—500 м над уровнем океана), плато Великие равнины (600—1500 м). Почти весь запад занят горной системой Кордильер.
Гранд-Каньон уникальное природное явление, огромнейший каньон, глубина порядка 1,8 км, длина 446 км.

### Климат
Так как страна расположена на большой территории, в ней представлены практически все климатические зоны — от арктического климата на севере Аляски до тропического в штате Гавайи и на юге Флориды.

### Природа и природные ископаемые

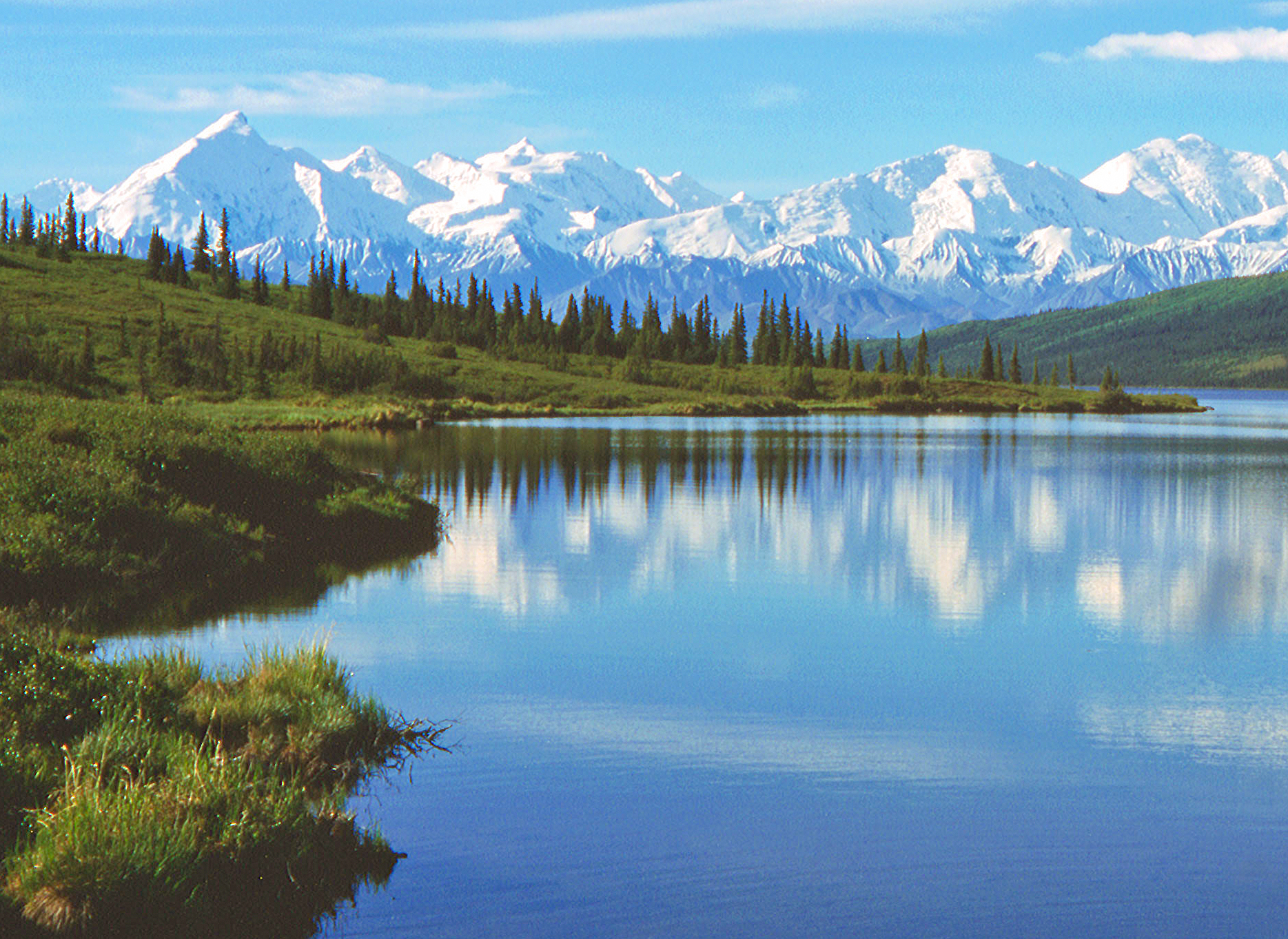
Типичный для Аляски пейзаж (озеро Уандер, национальный парк Денали)

Недра богаты запасами различных природных ископаемых, в том числе — каменный и бурый уголь, железная и марганцевая руда. Кордильеры, плато Колорадо, Великие равнины и Примексиканская низменность обладают месторождениями медных, цинковых, свинцовых, серебряных, хромитовых, ванадиевых, вольфрамовых, молибденовых, титановых, полиметаллических, урановых и ртутных руд, а также золота, серы, фосфатов и другого химического сырья.
Реки, образовавшие глубокие каньоны, относятся к бассейнам водных источников, впадающих в Тихий океан. Миссисипи (с притоком Миссури) — одна из самых длинных речных систем планеты — протянулась на 6420 км. На границе с Канадой находятся Великие озёра — Верхнее, Гурон, Мичиган, Эри, Онтарио.
Растительность

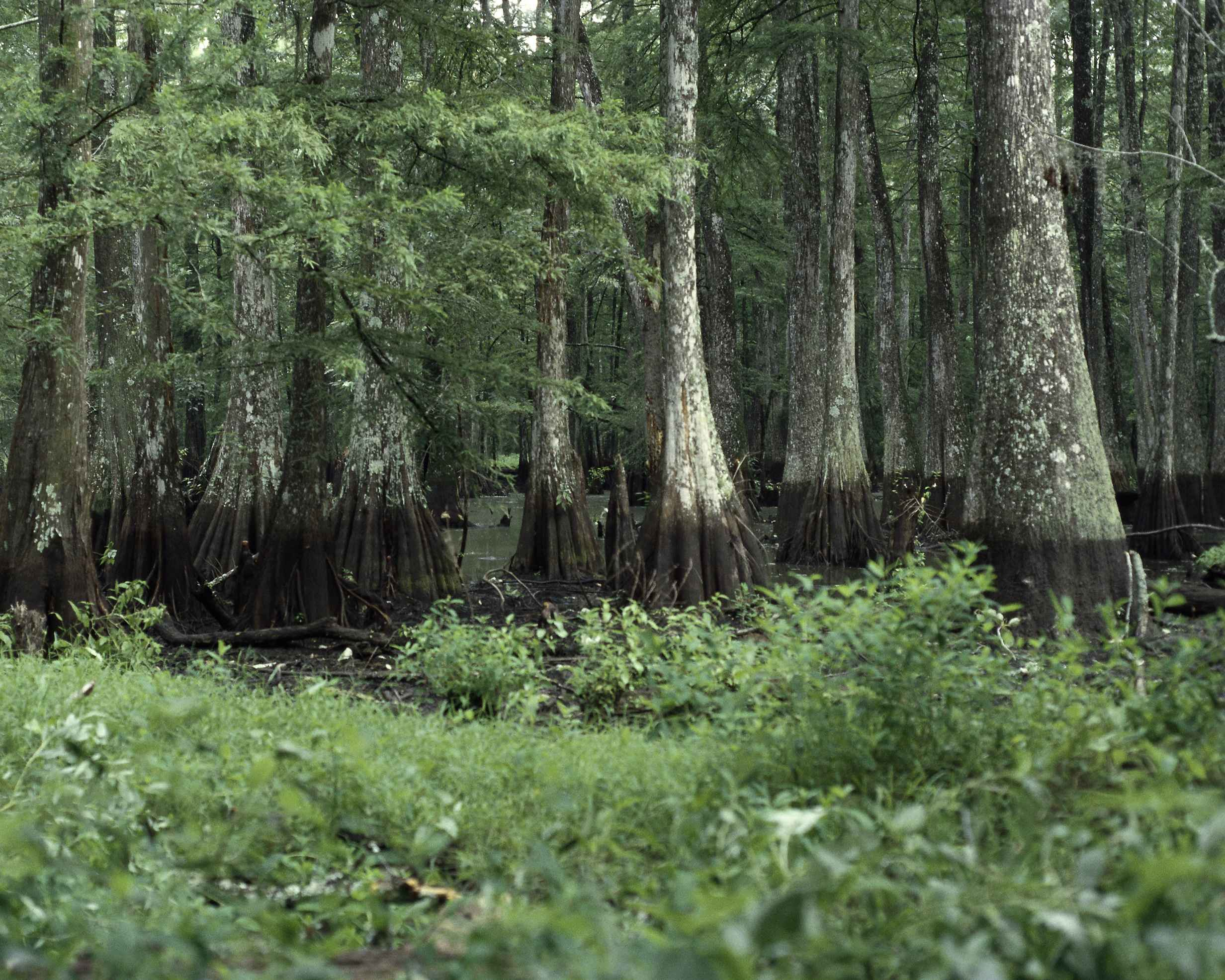
Лес из болотных кипарисов

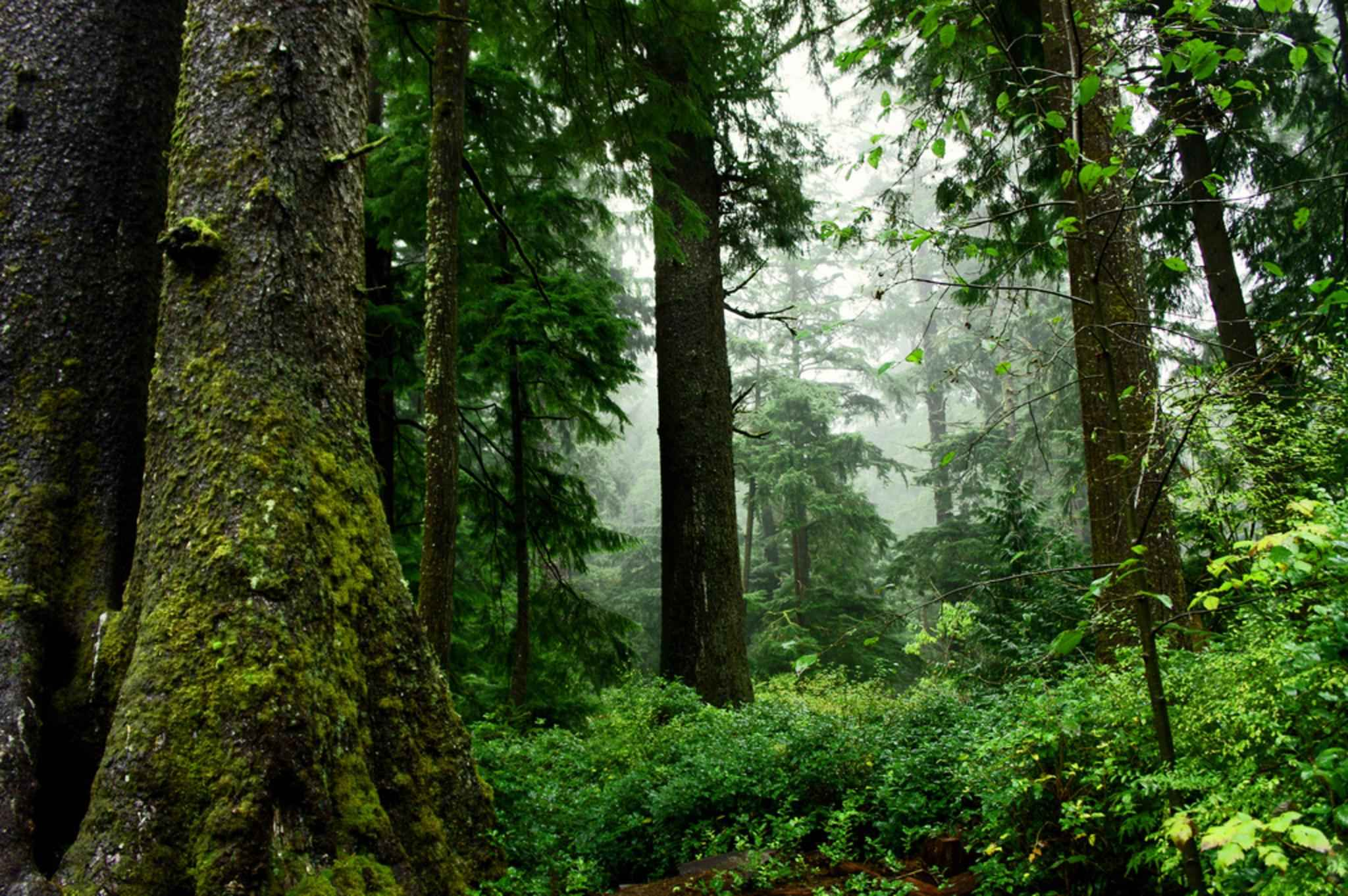
Хвойный лес в США

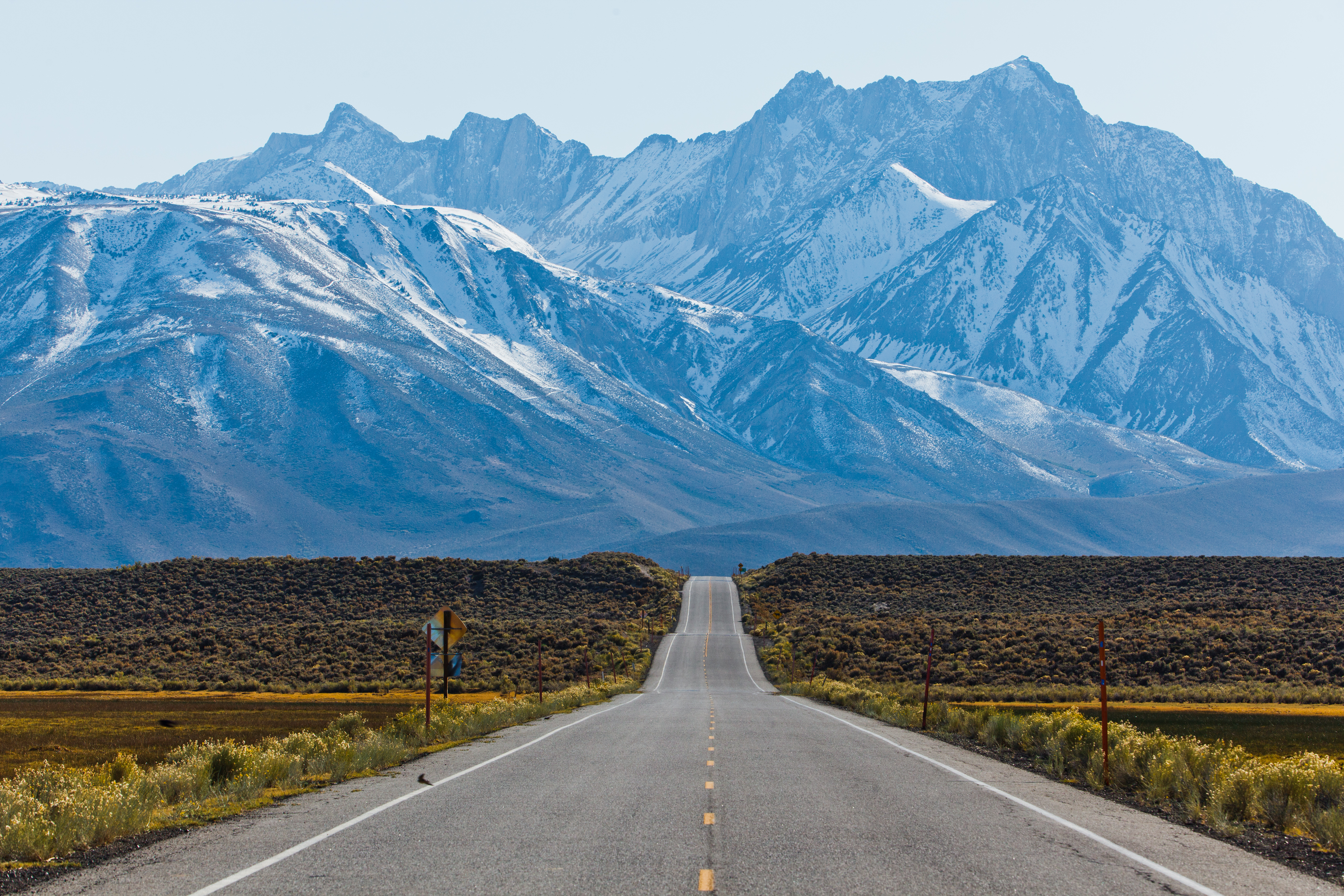
Сьерра-Невада

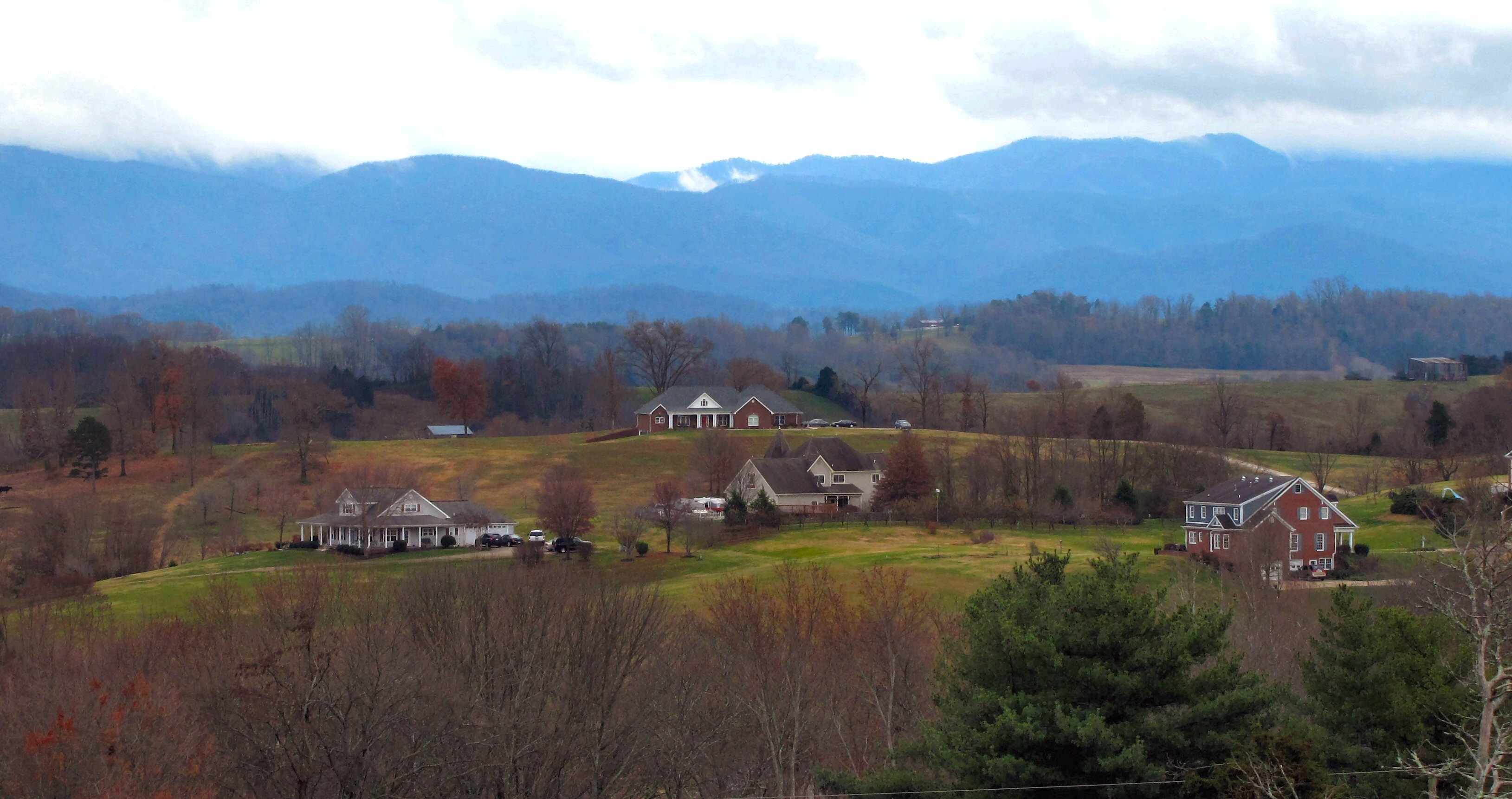
Аппалачи

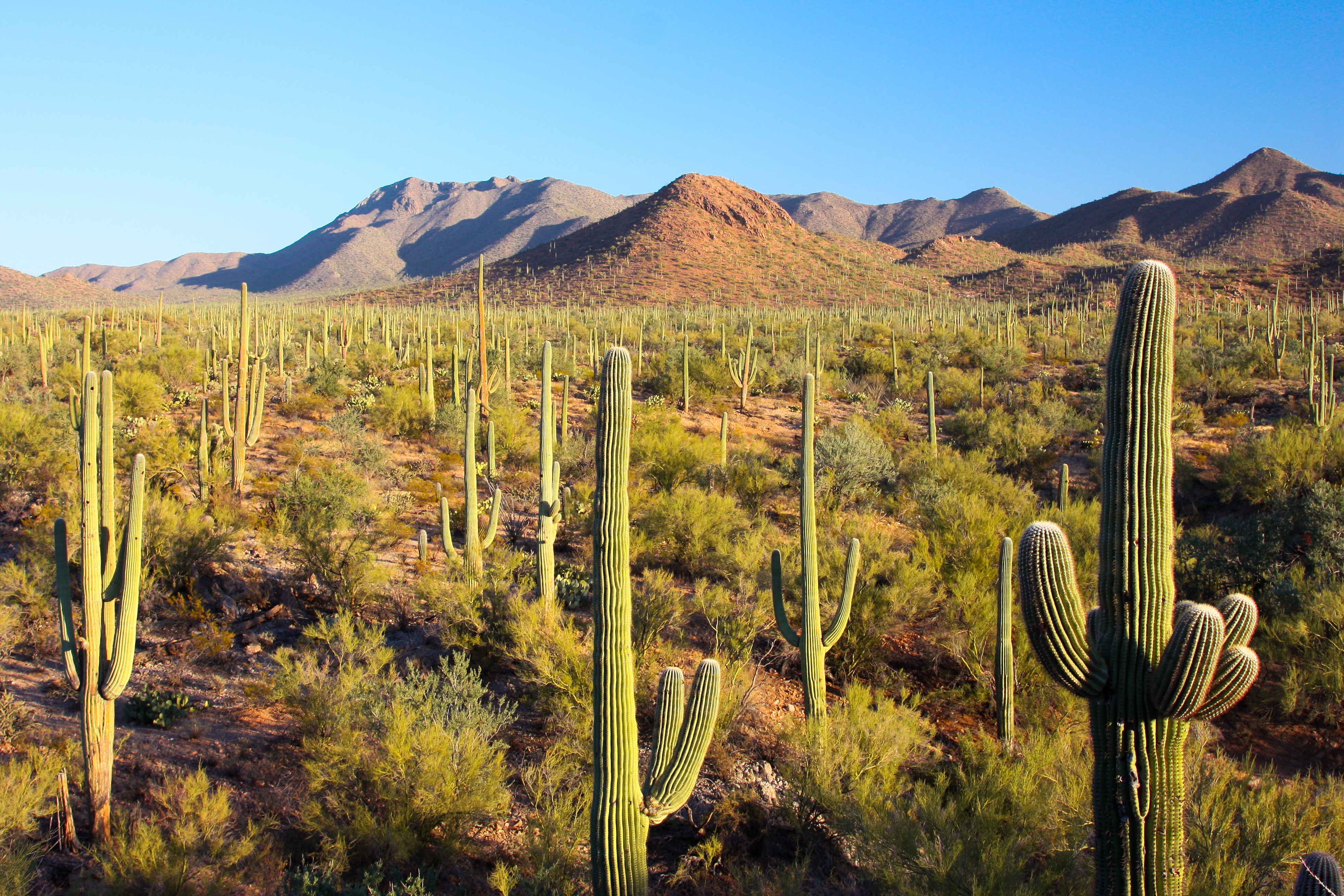
Сонора

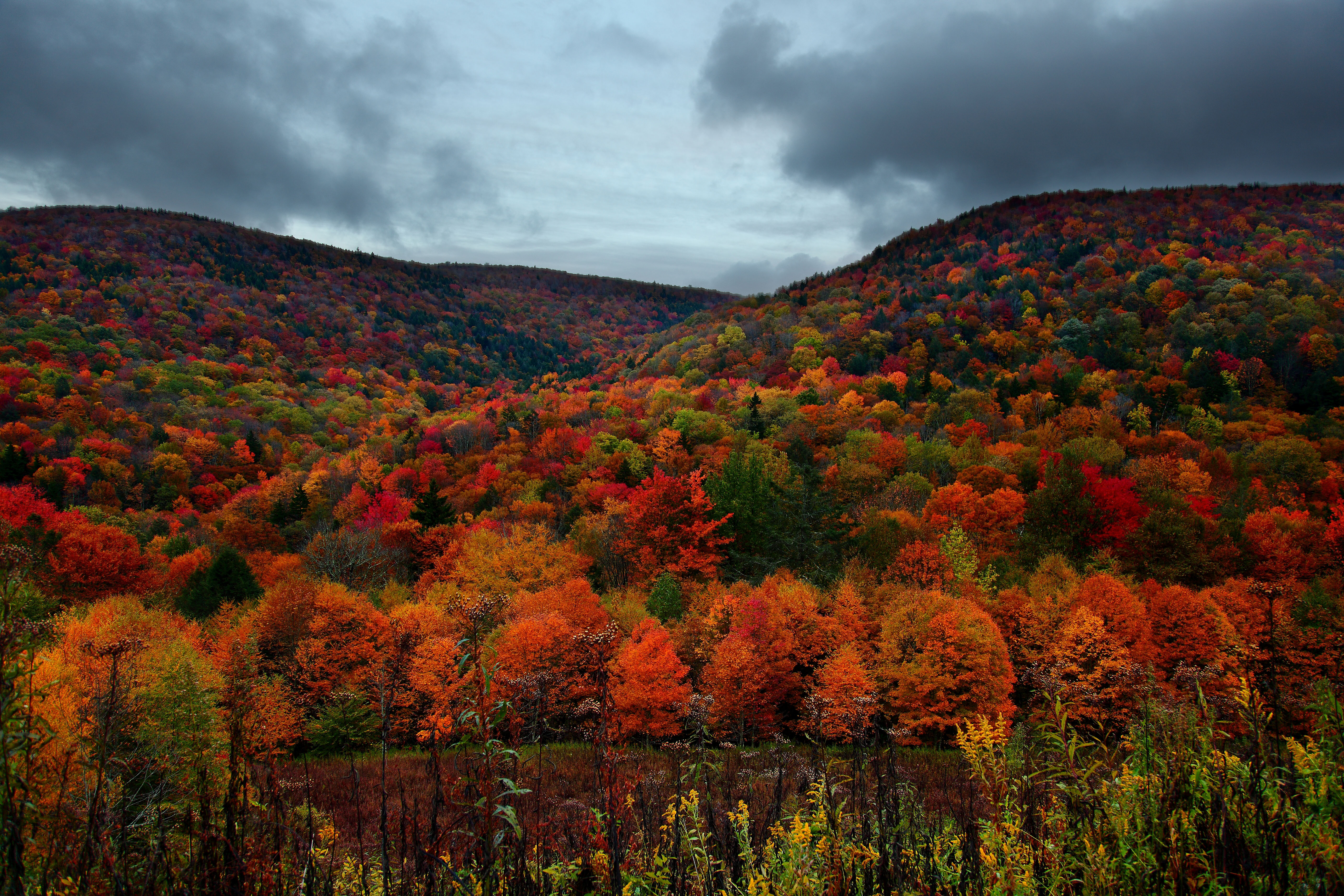
Смешанный лес в США осенью

Склоны Кордильер покрыты густыми хвойными лесами, Аппалачей — лесами из широколиственных пород; прерий почти не осталось. На севере Аляски распространена тундровая растительность.
Обилие влаги благоприятствует развитию самой разнообразной растительности в Приатлантических областях и Аппалачах; и особенно — лесной растительности. Деревья не встречаются только на голых скалах или в низменных болотистых местах; в последних растёт высокий камыш и мхи. Аппалачская флора отличается большим разнообразием видов, в том числе древесных пород: здесь встречаются американские виды каштана и платана, гикори, магнолии, тюльпанное дерево.
Лесная область Новой Англии сходна своими древесными породами с приморскими провинциями Канады. На севере её опоясывает область сосен с важной представительницей её, сосной веймутовой. Область лиственных деревьев тянется приблизительно до долины реки Аллегейни, служащей пределом двух растительных областей, пенсильванской и предмиссисипской, но в общем разграничение это не резко, и одни и те же древесные породы встречаются здесь как в северных, так и в южных приатлантических областях, несмотря на различие климата.
Прибрежные песчаные полосы и болотистые низменности южных приатлантических штатов покрыты сосновыми лесами. Здесь рядом с соснами высятся и огромные кипарисы с прямыми стволами, утолщёнными у основания вроде луковицы и опирающимися на крепкие отростки надземной части своего корневища, из подземной же части ствола торчат его кинжалообразные дыхательные придатки (из которых делали ульи для пчёл). Ветви кипарисов увешаны седой «испанской бородой». Леса восточной части богаты подлеском, лианами и другими вьющимися растениями; в лесах Южной Каролины и Джорджии встречаются латании, апельсинные деревья, катальпа, багульник; флоридская же растительность уже тропическая.
Ни одна из стран умеренного пояса, кроме стран Восточной Азии, не имеет такого богатства и разнообразия флоры, как США. В центральном бассейне, от Аппалачских гор до прерий Иллинойса, прежде бесконечные леса, площадь которых равнялась пространству Франции, Испании и Италии вместе взятых, а ныне сильно разреженные человеком, состоят почти исключительно из лиственных пород — дуба, ясеня, вяза, гикори и других. На севере их ограничивает пояс сосны веймутовой, в южной Аппалачской части — область пихты бальзамической, а ещё южнее, у Мексиканского залива — область сосны болотной и болотного кипариса.
К западу леса прерываются уже в таких предмиссисипских штатах, как Иллинойс (прозванный «степным штатом»), и начинаются необозримые пространства луговых степей (прерий). Преобладание травяной растительности (с окраской лугов весною в красный цвет, летом в синий, а осенью — в жёлтый), по мнению одних, зависит от климатических условий, по мнению других — от порошкообразности почвы. Однако есть и такие места, где бывшие прерии заросли лесами — например, в кентуккийском бассейне реки Грин и на равнине Миссури около Сент-Луиса. Флора прерий (теперь уже разрезанных на поля, с проезжими дорогами) — с более густой и высокой растительностью. К западу от Миссисипи идут территории Великих равнин с более скудной растительностью (в силу сухости), чем в прериях предмиссисипья. Ещё далее, поднимаясь к Скалистым горам, присутствуют уже пустынные степи, в которых преобладает чернобыльник, особенно на солончаковых землях за рекой Арканзас. Здесь же начинаются заросли кактусов, благодаря которым область Льяно-Эстакадо походит на скаты мексиканской Сьерра-Мадре.
Ещё западнее, но только исключительно в горах, опять начинаются лесные области (но это уже не густые леса восточной части): деревья здесь не так ветвисты, подлеска нет, лианы редки; и леса походят скорее на парки, чем на девственные леса Кентукки и Виргинии. В долине Миссисипи, благодаря крайности температуры и знойному лету с сильными летними дождями, размножаются почти тропические растения в таких местах, где средняя температура гораздо ниже, нежели в других странах под теми же широтами — например, сахарный тростник, хлопчатник, кукуруза, дающие обильные урожаи.
Флора Скалистых гор и Тихоокеанской покатости очень различна: от Верхнего Миссури до нагорий Техаса и от низменной равнины Колорадо до Сьерра-Невады, на известковых и солончаковых областях растут кактусы и чернобыльник, достигая на высоких нагорьях огромной высоты. В южных частях этой же области колючие кустарники достигают значительной высоты. Поднимаясь выше по Скалистым горам, идёт пояс можжевельника, далее — сосен. На Тихоокеанской покатости благодаря влиянию влажных западных ветров развилась могучая хвойная растительность с гигантскими её представителями; она покрывает высокие долины и откосы Сьерра-Невады, идёт на север в Британскую Колумбию и Аляску, разветвляясь на восток в штатах Айдахо, Монтане и Вайоминге. Здесь преобладает псевдотсуга Мензиса, доходящая до 80 и даже до 100 м высоты. В Береговых хребтах растёт секвойя ещё большей высоты: она образует огромные леса около Русской реки.

### Геология
Недра богаты запасами различных природных ископаемых, в частности — каменный и бурый уголь, железная и марганцевая руда. Кордильеры, плато Колорадо, Великие равнины и Примексиканская низменность обладают месторождениями медных, цинковых, свинцовых, серебряных, хромитовых, ванадиевых, вольфрамовых, молибденовых, титановых, полиметаллических, урановых, ртутных руд, золота, серы, фосфатов и другого химического сырья.

## История

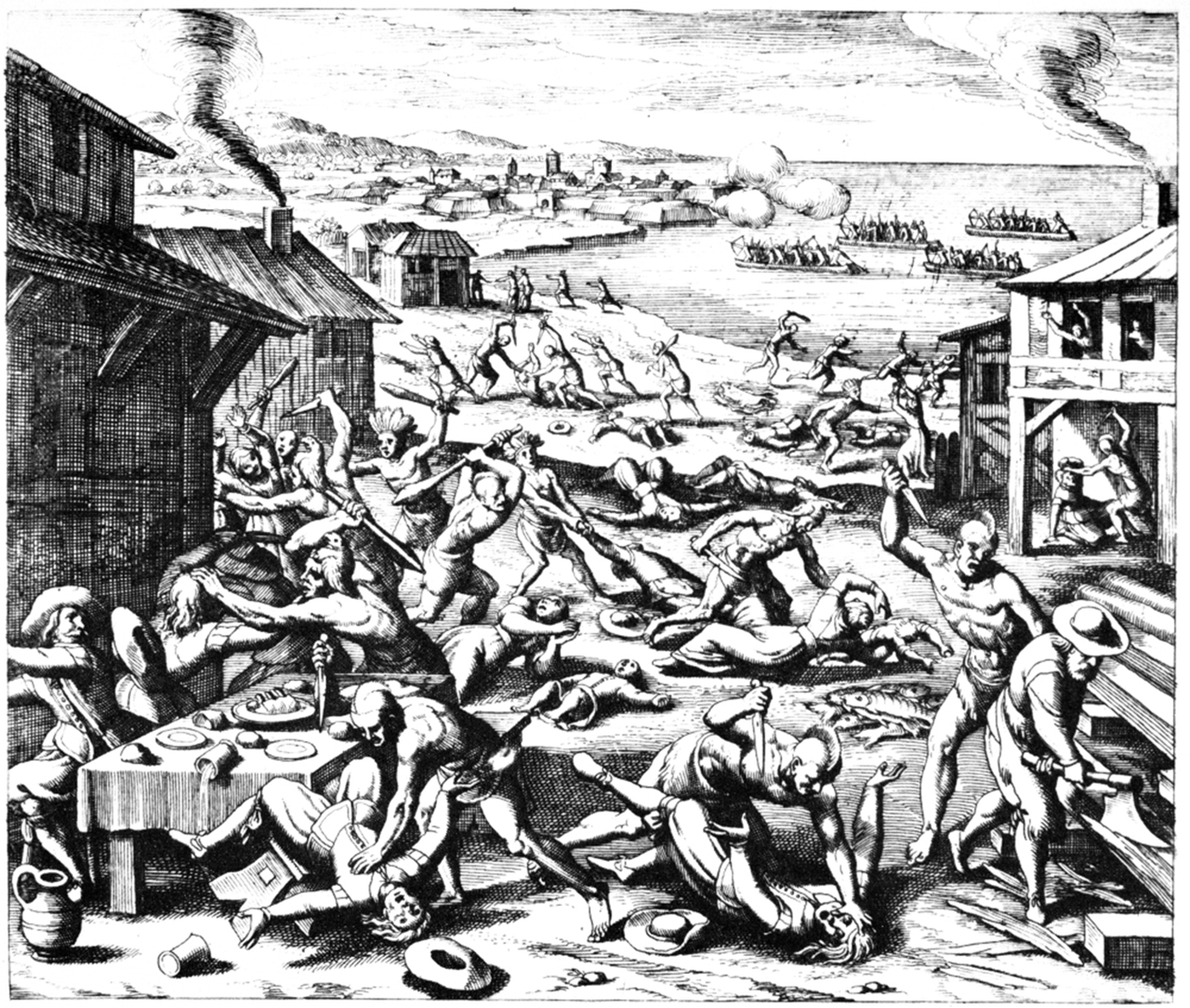
Нападение индейцев на Джеймстаун в 1622 году

### Исторические даты

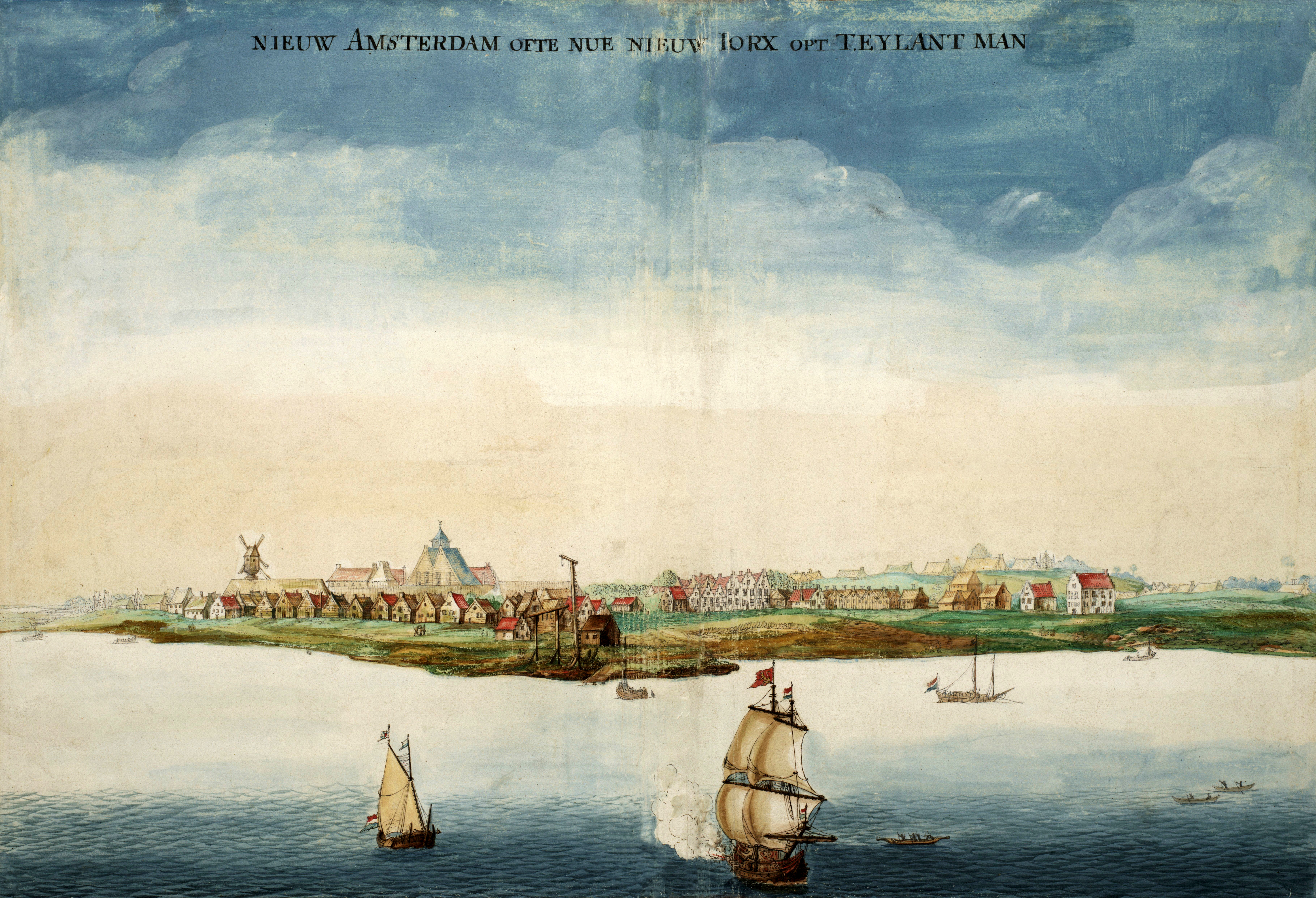
Новый Амстердам около 1650 года

- 1565 год — испанцы основали первое европейское поселение на территории современных США — город Сент-Огастин.
- 1585 год — основание колонии Роанок — первая неудачная попытка британской колонизации Америки.
- 1607 год — основана первая постоянная колония англичан в Северной Америке, Джеймстаун (Виргиния).
- 1609 год — испанцы основывают Санта-Фе — начало серьёзного расширения испанской колонизации на Юго-Западе современных Соединённых Штатов.
- 1620 год — основана первая в Новой Англии — историческом центре США — колония, Плимут.
- 1623 год — основание колонии Нью-Гэмпшир.
- 1626 год — голландцы основывают Новый Амстердам — столицу голландских владений в Северной Америке, ставшую впоследствии Нью-Йорком.
- 1630 год — основание британскими пуританами Колонии Массачусетского залива, столица которой — Бостон — стал крупнейшим городом британских колоний в Северной Америке.
- 1634 год — основание английскими переселенцами-католиками колонии Мэриленд.
- 1636 год — баптисты, изгнанные из Колонии Массачусетского залива, основывают колонию Род-Айленд.
- 1638 год — шведы основывают свою колонию на территории современного штата Делавэр. Менее чем через 20 лет колония переходит под контроль Нидерландов.
- 1638 год — основание колонии Коннектикут выходцами из Колонии Массачусетского залива.
- 1670 год — основание британской колонии Каролина, разделившейся в 1729 году на две колонии: Южная Каролина и Северная Каролина.
- 1682 год — объявление бассейна Миссисипи владением французского короля.
- 1682 год — квакер Уильям Пенн основывает колонию Пенсильвания, первая столица которой — Филадельфия — стала столицей объединённых колоний во время Войны за независимость и первой столицей США.
- 1701 год — основание форта Детройт — крупнейшего пункта французской колониальной экспансии в районе Великих озёр.
- 1718 год — французы основывают Новый Орлеан, ставший центром продвижения французской колонизации на территории современных США.
- 1724 год — основание самой южной британской колонии в Северной Америке — Джорджии.
- 1763 год — французы основывают Сент-Луис — важнейший опорный пункт в среднем течении Миссисипи.Владения европейских держав в Северной Америке в середине XVIII в.

Владения европейских держав в Северной Америке в середине XVIII в.

- 1769 год — испанцы основывают Сан-Диего, это становится началом испанской колонизации Верхней Калифорнии.
- 16 декабря 1773 года — Бостонское чаепитие — начало Войны за независимость США.
- 1774 год — Первый Континентальный конгресс — начало открытого противостояния североамериканских колоний и метрополии.
- 1775—1783 годы — Война за независимость, также именуемая Американской революцией.

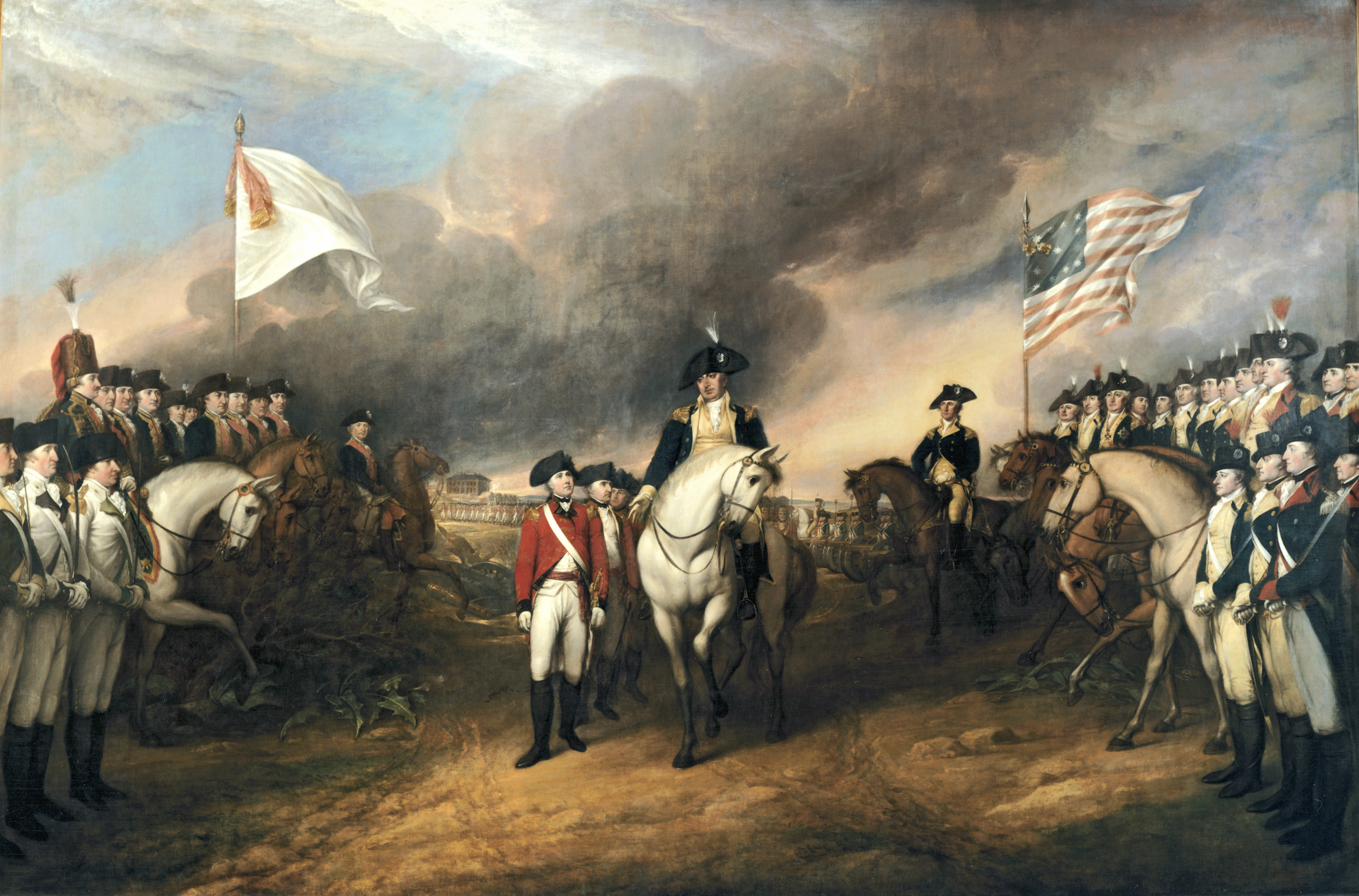
Война за независимость США. Капитуляция британских войск при Йорктауне, 19 октября 1781 года

- 9 сентября 1776 года — Континентальный конгресс «Объединённых колоний» утвердил новое название — «Соединённые Штаты Америки»[42].
- 1784 год — Основание первого русского поселения в Бухте Трёх Святителей на острове Кадьяк.
- 17 сентября 1787 года — Конституционным Конвентом, созванном в Филадельфии, принята Конституция США.
- 25 сентября 1789 года — принятие Билля о правах — первых десяти поправок к Конституции США, гарантирующих основные права и свободы граждан.
- 1789 год — первые выборы президента США. Первым президентом США становится Джордж Вашингтон, получивший 100 % голосов выборщиков.
- 1799 год — основание Русско-Американской компании — начало комплексного освоения Аляски Россией.
- 1800 год — перенос столицы США из Филадельфии в Вашингтон.
- 1803 год — Луизианская покупка — приобретение у наполеоновской Франции французских владений в Северной Америке, в результате которого территория страны увеличилась вдвое.
- 1804 год — основание Новоархангельска — будущей столицы Русской Америки.
- 1812 год — основание Форт-Росса — самой южной точки российской экспансии в Америке.
- 1812—1815 годы — англо-американская война.
- 1816—1817 годы — создана Российская крепость на Гавайских островах.
- 1818 год — соглашение с Великобританией об определении границы между США и британскими владениями в бассейне Миссисипи, в результате которого Соединённым Штатам отошла часть территории Миннесоты и Северной Дакоты.
- 21 февраля 1819 года — ратифицировано соглашение Адамс-Онис о покупке Флориды за 5 млн долларов США.
- 1820 год — Миссурийский компромисс, позволивший сохранить баланс между Севером и Югом ещё три десятилетия.
- 1823 год — первое изложение Доктрины Монро как основополагающей внешнеполитической концепции США.
- 1828 год — основание Демократической партии США.
- 28 мая 1830 года — конгресс США принимает закон о депортации индейцев восточного побережья США на запад в будущую Оклахому.Американо-мексиканская война

Американо-мексиканская война

- 1841 год — продажа Форт-Росса гражданину США Джону Саттеру.
- 29 декабря 1845 года — присоединение Республики Техас к США на правах штата.
- 1846 год — присоединение по соглашению с Великобританией Территории Орегон — северо-запада современных Соединённых Штатов.
- 1846—1848 годы — американо-мексиканская война.
- 1846—1848 годы — переселение мормонов из Иллинойса в Юту — одно из наиболее массовых и организованных переселенческих движений на западе США.
- 1848—1855 годы — золотая лихорадка в Калифорнии, способствовавшая быстрому заселению англоязычными переселенцами американского Запада.
- 1850 год — Закон о поимке беглых рабов на всей территории США в качестве компромисса с Югом по вопросу о принятии в Союз Калифорнии в качестве свободного штата.
- 1853 год — Договор Гадсдена — приобретение Соединёнными Штатами части территорий современных штатов Аризона и Нью-Мексико. Окончательное установление юго-западной государственной границы.
- 1854 год — основание Республиканской партии США.
- 30 мая 1854 года — принятие американским Конгрессом Акта Канзас-Небраска, нарушившего равновесие между северными фермерскими и южными рабовладельческими штатами.Гражданская война в США

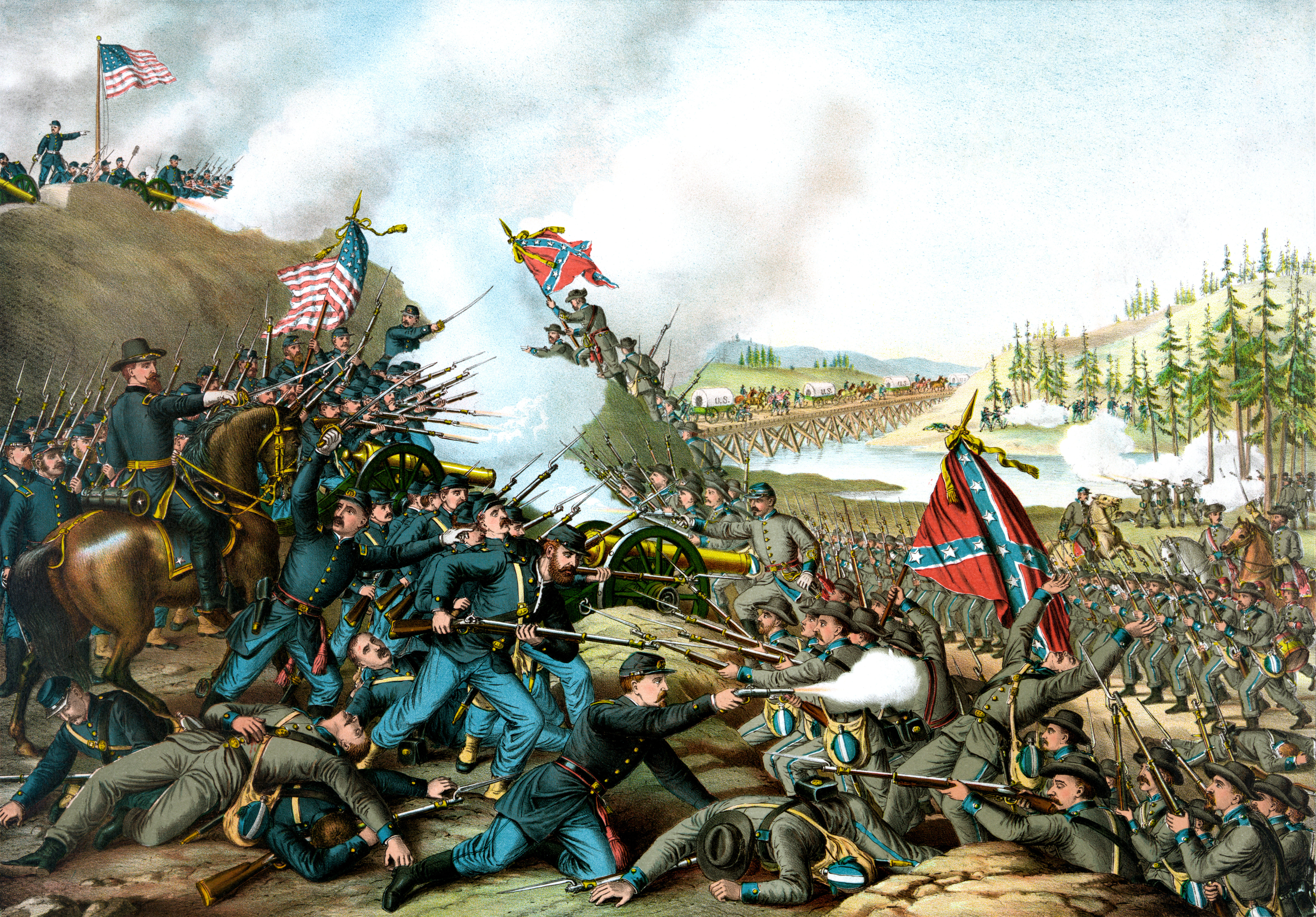
Гражданская война в США

- 1854—1858 годы — Гражданская война в Канзасе, ставшая репетицией Гражданской войны.
- 1857—1858 годы — Война между мормонами и федеральным правительством в Юте.
- 1859 год — восстание Джона Брауна в Виргинии против рабства.
- 1860—1861 годы — сецессия рабовладельческих штатов из Союза.
- 1861—1865 годы — Гражданская война.
- 15 апреля 1865 года — убийство Авраама Линкольна.
- 1867 год — покупка Аляски у Российской империи.
- 1883 год — строительство Бруклинского моста.
- 1898 год — испано-американская война, в результате которой США получили Филиппины, Гавайи, Пуэрто-Рико и некоторые другие территории. Куба попала в зависимость от США вплоть до Кубинской революции в 1959 году.
- 23 декабря 1913 года — создание Федеральной резервной системы (ФРС).
- 1916 год — Джон Рокфеллер стал первым долларовым миллиардером.
- 6 апреля 1917 года — в результате так называемой «телеграммы Циммермана» США вступают в Первую мировую войну на стороне Антанты.
- 1920—1929 годы — «Ревущие двадцатые». Экономический и культурный подъём США. 1929 — Начало Великой депрессии в США — одного из самых серьёзных потрясений в американской истории, оказавшего огромное влияние не только на экономику, но и на культуру страны.
- 1940 год — принятие Акта Смита.
- 1941—1945 годы — США запускает программу Ленд-лиза, в ходе которой отправляют странам антигитлеровской коалиции припасы, технику, медикаменты, оружие, продукты питания и т. д.
- 7 декабря 1941 года — нападение японцев на Пёрл-Харбор, США вступают во Вторую мировую войну, объявив 8 декабря войну Японии.
- 1945 год
  - 6 и 9 августа — атомные бомбардировки Хиросимы и Нагасаки (Япония). Погибает около 250 тысяч человек, преимущественно мирных граждан.
  - 10 августа — Япония выражает готовность сдаться странам антигитлеровской коалиции.
  - 15 августа — император Хирохито выступил по радио с объявлением о капитуляции. День Победы над Японией (V-J Day).
- 1950—1953 годы — война в Корее.
- август—октябрь 1960 года — национализация на Кубе собственности американских компаний. «Поход на Пентагон» — акция протеста против Вьетнамской войны, 21 октября 1967 года
- 1961 год

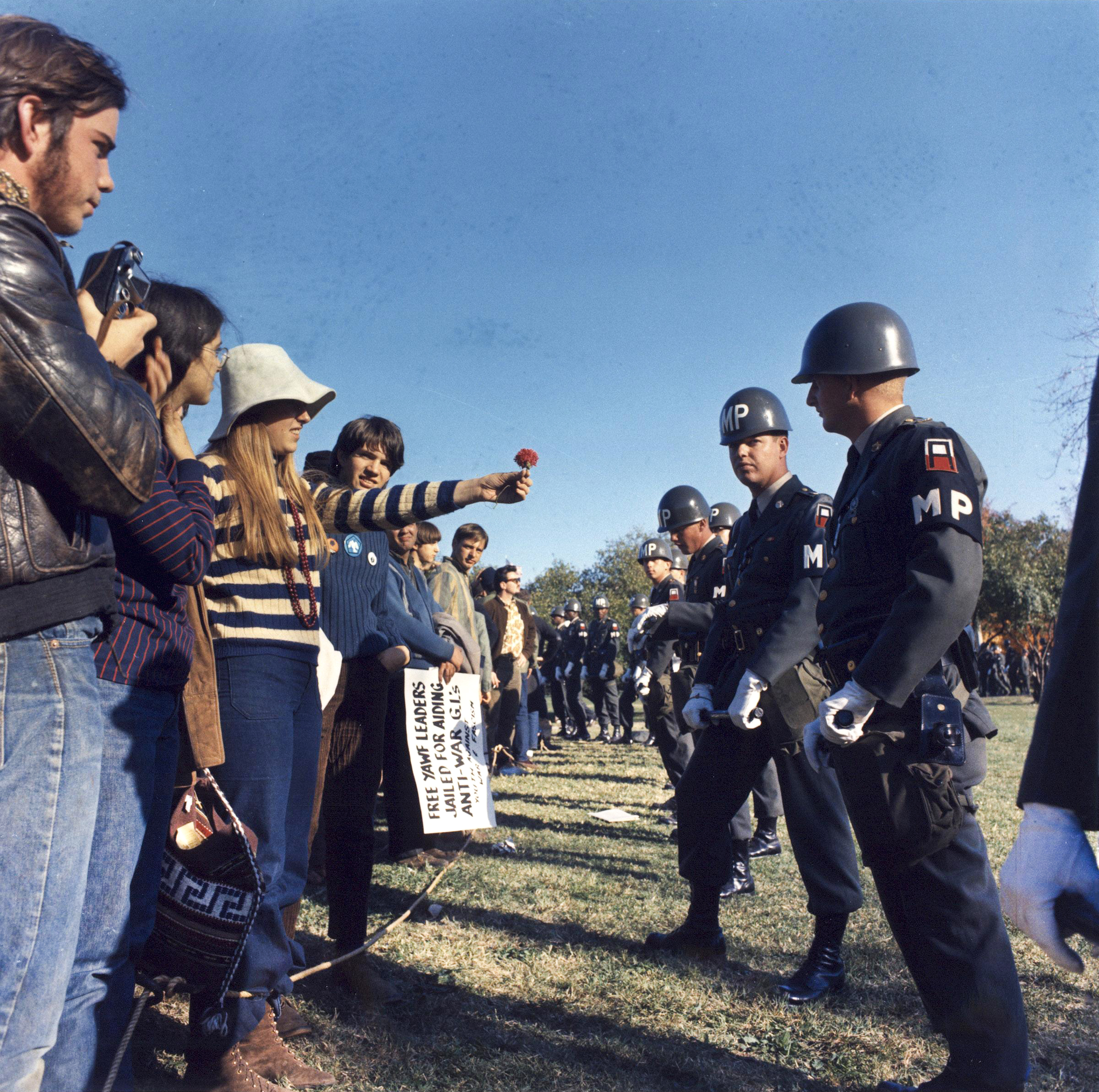
«Поход на Пентагон» — акция протеста против Вьетнамской войны, 21 октября 1967 года

  - 20 января — вступление Джона Кеннеди на пост президента США.
  - 5 мая — суборбитальный космический полёт Алана Шепарда на корабле «Freedom 7».
- 1962 год
  - 3 февраля — введение Джоном Кеннеди полного эмбарго на торговлю с Кубой.
  - Карибский кризис.
- 1963 год Эдвин Олдрин на Луне, июль 1969 года (фото НАСА)

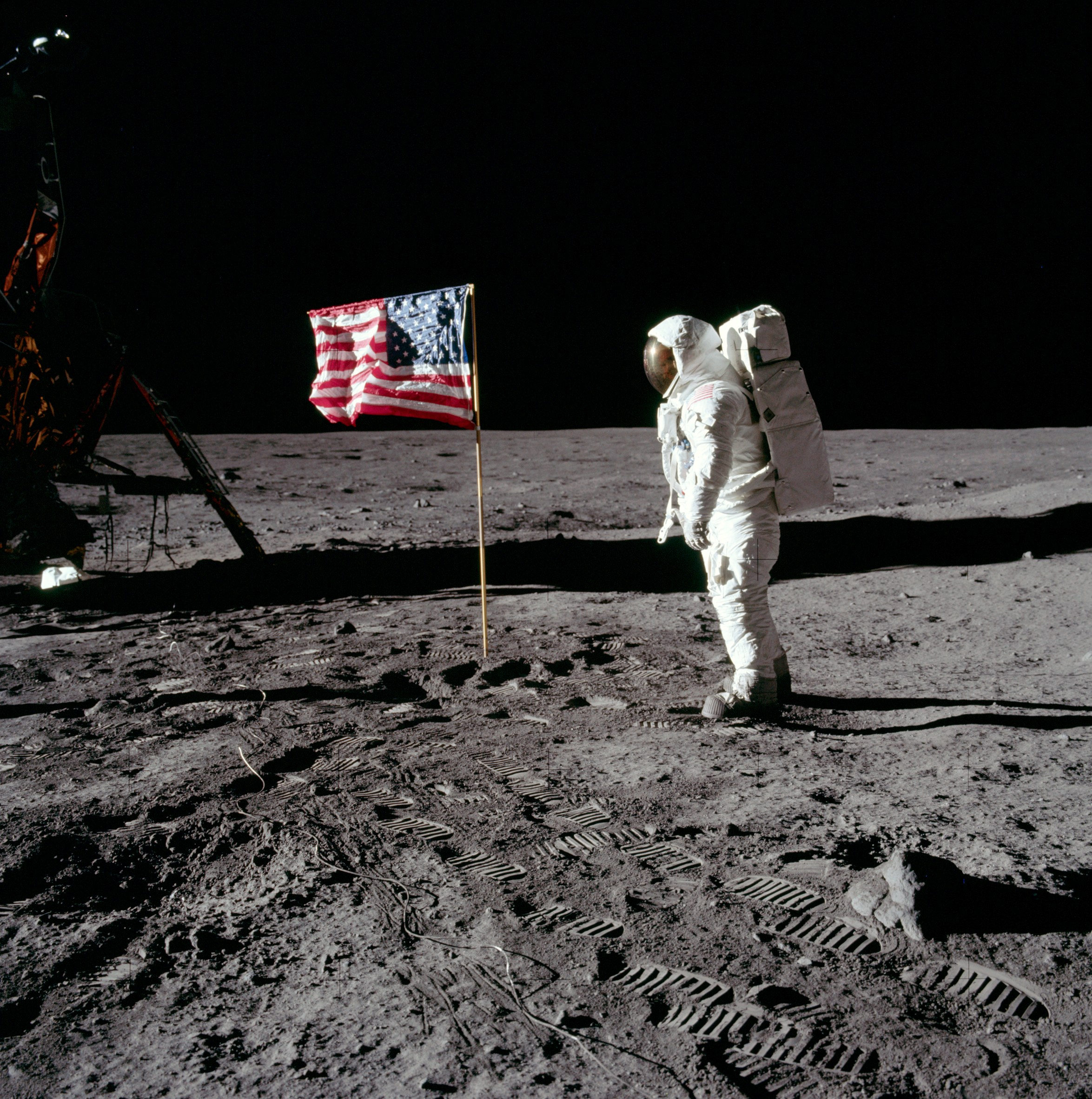
Эдвин Олдрин на Луне, июль 1969 года (фото НАСА)

  - май — массовые выступления негритянского населения Бирмингема (штат Алабама) против расовой дискриминации.
  - 22 ноября — убийство президента Джона Кеннеди.
- 1964—1973 годы — Вьетнамская война.
- 21 июля 1969 года — астронавт Нил Армстронг впервые высадился на Луне.
- май 1972 года — 9 августа 1974 года — Уотергейтский скандал, президент Ричард Никсон с позором покидает Белый дом.
- 28 января 1986 года — гибель шаттла «Челленджер».
- 1987 год
  - 12 июня — призыв Рональда Рейгана, выступавшего возле Берлинской стены, к Михаилу Горбачёву её разрушить.
  - 19 октября — «Чёрный понедельник» (Индекс Доу Джонса упал на 22,68 %).
- 1991 год — Война в Персидском заливе, освобождение Кувейта от иракской оккупации.
- 29 апреля — 4 мая 1992 года — бунт афроамериканцев в Лос-Анджелесе.
- 9 декабря 1992 — 3 марта 1995 года — миротворческая операция в Сомали.Теракты 11 сентября 2001 года

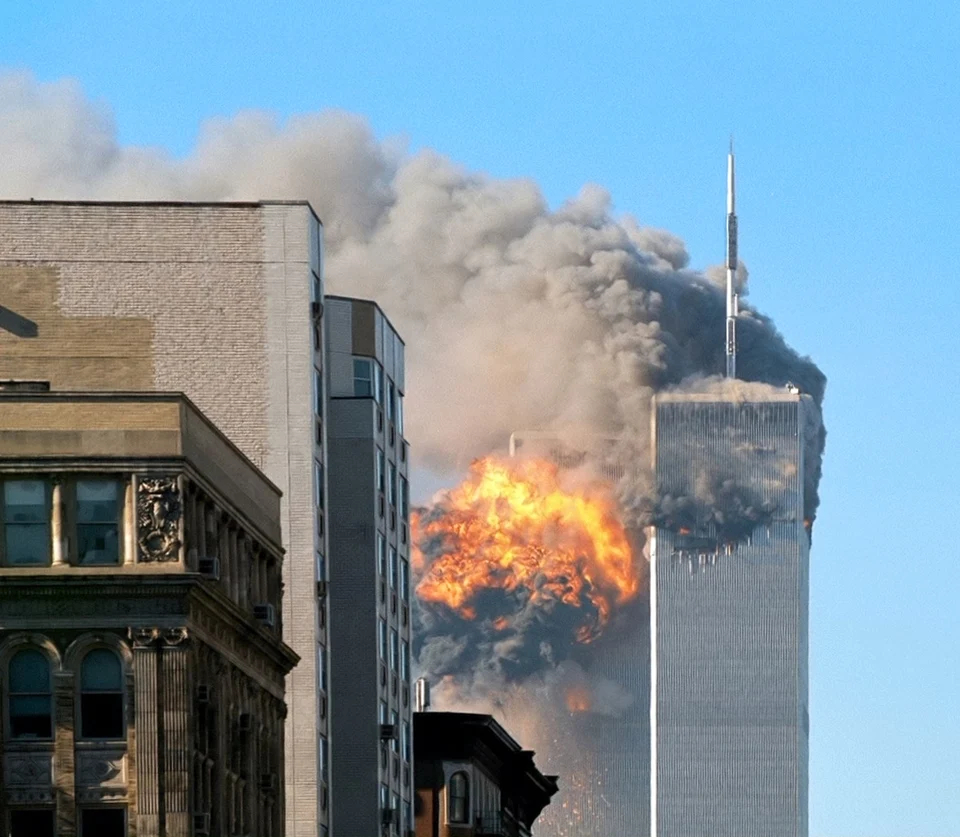
Теракты 11 сентября 2001 года

- 24 марта - 10 июня 1999 года — военная операция против Югославии.
- 11 сентября 2001 года — террористический акт 11 сентября.
- 7 октября 2001 — 31 августа 2021 годы — военная операция в Афганистане.
- 1 февраля 2003 года — гибель шаттла «Колумбия».
- 20 марта 2003 — 18 декабря 2011 годы — Иракская война.
- 23-31 августа 2005 года — ураган «Катрина» привёл к прорыву дамб, затоплению города Новый Орлеан и последовавшим за этим массовым беспорядкам и мародёрству.
- 2007 год — ипотечный кризис в США.
- сентябрь 2008 года — начало мирового финансового кризиса в США.
- 19 марта — 31 октября 2011 года — военная операция против Ливии.
- 22 сентября 2014 года — 8 декабря 2024 года — участие США в гражданской войне в Сирии.
- 9 ноября — 19 декабря 2016 года — протесты против Дональда Трампа.
- 5 мая 2019 года — по настоящее время — конфликт в Иране.
- январь 2020 года — по настоящее время — распространение COVID-19 в США.
- май 2020 года — 2021 год — протесты в США после убийства Джорджа Флойда.
- 6 января 2021 года — захват Капитолия.
- 2022 год — США запустили программу Ленд-лиза для Украины для борьбы со вторжением России на Украину.
- 21 января 2025 года — Группа сенаторов-республиканцев внесла в Конгресс США законопроект о полном выходе из состава Организации Объединённых Наций (ООН)[43].

## Административное деление
Соединённые Штаты Америки состоят из 50 штатов, являющихся равноправными субъектами федерации, столичного федерального округа Колумбия и инкорпорированной неорганизованной территории атолл Пальмира. Каждый штат имеет свою конституцию, законодательную, исполнительную и судебную власти. Большинство названий штатов происходят от названий индейских племён и имён королей Англии и Франции.
Штаты делятся на округа (англ. county, parish (Луизиана), borough (Аляска)) — более мелкие административные единицы (меньшие, чем штат, но не меньшие, чем город), за исключением пяти округов (боро) в составе города Нью-Йорк. Всего, по данным Бюро переписи населения США, в стране насчитывается 3141 округ. Наименьшее количество округов в штате Делавэр (3), наибольшее — в штате Техас (254). Полномочия администрации округов и взаимоотношения с муниципальными властями расположенных на территории их населённых пунктов сильно различаются от штата к штату. Местной жизнью населённых пунктов управляют муниципалитеты.
Субъекты административно-территориального деления (50 штатов и округ Колумбия) США:
1. Айдахо
2. Айова
3. Алабама
4. Аляска
5. Аризона
6. Арканзас
7. Вайоминг
8. Вашингтон
9. Вермонт
10. Виргиния
11. Висконсин
12. Гавайи
13. Делавэр
14. Джорджия
15. Западная Виргиния
16. Иллинойс
17. Индиана
18. Калифорния
19. Канзас
20. Кентукки
21. Колорадо
22. Коннектикут
23. Луизиана
24. Массачусетс
25. Миннесота
26. Миссисипи
27. Миссури
28. Мичиган
29. Монтана
30. Мэн
31. Мэриленд
32. Небраска
33. Невада
34. Нью-Гэмпшир
35. Нью-Джерси
36. Нью-Йорк
37. Нью-Мексико
38. Огайо
39. Оклахома
40. Орегон
41. Пенсильвания
42. Род-Айленд
43. Северная Дакота
44. Северная Каролина
45. Теннесси
46. Техас
47. Флорида
48. Южная Дакота
49. Южная Каролина
50. Юта
51. Вашингтон (округ Колумбия)

## Население

Демографическая пирамида США в 2022 году

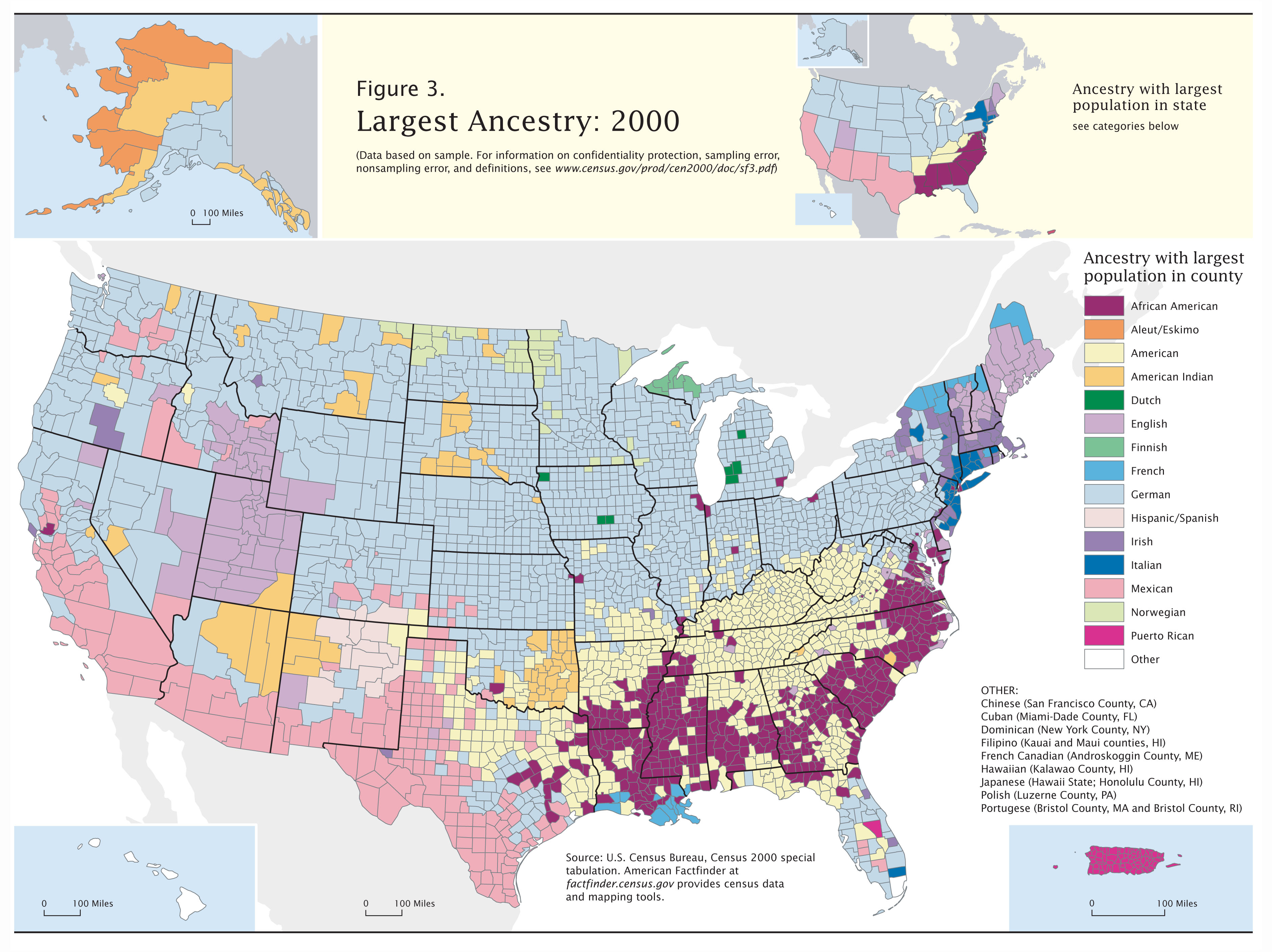
Население США по доминирующим этническим корням. Немецкое происхождение — голубой цвет

Первые люди (индейские племена, мигрировавшие из Сибири на Аляску) заселили территорию США около 10 тыс. лет назад, а их потомки оставались преобладающим этническим компонентом до конца XVII века. Современное население США, однако, гораздо меньше отражает генетическое наследие коренных жителей, так как в основной своей массе современные жители — потомки относительно недавних (XVII—XX века) переселенцев из Европы (преимущественно Западной) и Африки. Полное право называться «американцами» получают лишь дети иммигрантов, родившиеся в США. В стране сохраняется чёткое разделение на иностранцев и уроженцев, между которыми имеется значительная культурно-языковая дистанция. Этим различием, однако, внутреннее деление и ограничивается. Американцы США — гетерогенная нация с разнородным расовым составом. Доминирующей во всех отношениях и регионах (кроме штата Гавайи) в настоящее время является европеоидная раса — выходцы из Соединённого Королевства, Германии, Польши, Ирландии и других европейских стран. Далее выделяются негроидная раса, монголоидная раса, американоидная раса и прочие, на которых приходится свыше трети населения. Динамика численности населения следующая:
| Численность населения, млн чел. | Численность населения, млн чел. | Численность населения, млн чел. | Численность населения, млн чел. | Численность населения, млн чел. | Численность населения, млн чел. | Численность населения, млн чел. | Численность населения, млн чел. | Численность населения, млн чел. | Численность населения, млн чел. | Численность населения, млн чел. |
| 1790                            | 1800                            | 1810                            | 1820                            | 1830                            | 1840                            | 1850                            | 1860                            | 1870                            | 1880                            | 1890                            |
| ------------------------------- | ------------------------------- | ------------------------------- | ------------------------------- | ------------------------------- | ------------------------------- | ------------------------------- | ------------------------------- | ------------------------------- | ------------------------------- | ------------------------------- |
| 3,9                             | ↗5,2                            | ↗7,2                            | ↗9,6                            | ↗12,9                           | ↗17,1                           | ↗23,2                           | ↗31,4                           | ↗38,6                           | ↗49,4                           | ↗63                             |
| 1900                            | 1910                            | 1920                            | 1930                            | 1940                            | 1950                            | 1960                            | 1970                            | 1980                            | 1990                            | 2000                            |
| ↗76,2                           | ↗92,2                           | ↗106                            | ↗123,2                          | ↗132,2                          | ↗151,3                          | ↗179,3                          | ↗203,2                          | ↗226,5                          | ↗248,7                          | ↗281,4                          |
| 2010                            | 2020                            |                                 |                                 |                                 |                                 |                                 |                                 |                                 |                                 |                                 |
| ↗308,7                          | ↗331,4                          |                                 |                                 |                                 |                                 |                                 |                                 |                                 |                                 |                                 |

### Языки

Количество жителей США с 1790 по 2010 год

Согласно данным Бюро переписи США, самый распространённый в США родной язык — английский (американский вариант), а также множество его диалектов. В 2009 году им как родным языком владели 228,7 млн американцев старше 5 лет (80 %). В 2025 году президент Дональд Трамп подписал указ, делающий английский официальным языком США. Испанский является родным для 35,5 млн жителей США (12,4 %).
Кроме них, в стране используются языки коренных жителей (индейцев) США, распадающиеся на множество языковых семей. Крупнейшим из этих языков по числу носителей в наши дни является язык навахо, относящийся к языковой семье на-дене. Индейские языки преподаются в школах некоторых индейских резерваций (например, в Навахо-Нейшен). В штате Гавайи и английский язык, и гавайский оба имеют статус официальных. На Аляске проживают также инуиты, говорящие на местных эскимосско-алеутских языках.
В штате Нью-Мексико действует закон, который обеспечивает употребление английского и испанского, в Луизиане — английского и французского (при этом ни один из языков не назван официальным).
Русский язык занимает 9-ю строчку по числу носителей в США — на нём говорят свыше 882 тыс. человек (0,31 %). По распространённости он уступает китайскому (2,6 млн), тагальскому (1,5 млн), французскому (1,3 млн), вьетнамскому (1,3 млн), немецкому (1,1 млн) и корейскому (1 млн). Самое большое число русскоговорящих американцев проживает в штате Нью-Йорк (218 765 человек, или 30,98 % всех носителей русского языка), самое меньшее — в штате Вайоминг (170 человек, или 0,02 %). В первую десятку штатов, где распространён русский язык, также входят Калифорния, Нью-Джерси, Иллинойс, Массачусетс, Пенсильвания, Вашингтон, Флорида, Мэриленд и Орегон. В Северной Калифорнии проживает достаточно большое количество выходцев из Сибири и с Дальнего Востока. Самый высокий удельный вес русскоязычных жителей — на Аляске: около 3 % в той или иной степени понимают русский язык, а около 8,5 % исповедуют православие. Это является следствием былой принадлежности территории штата России.

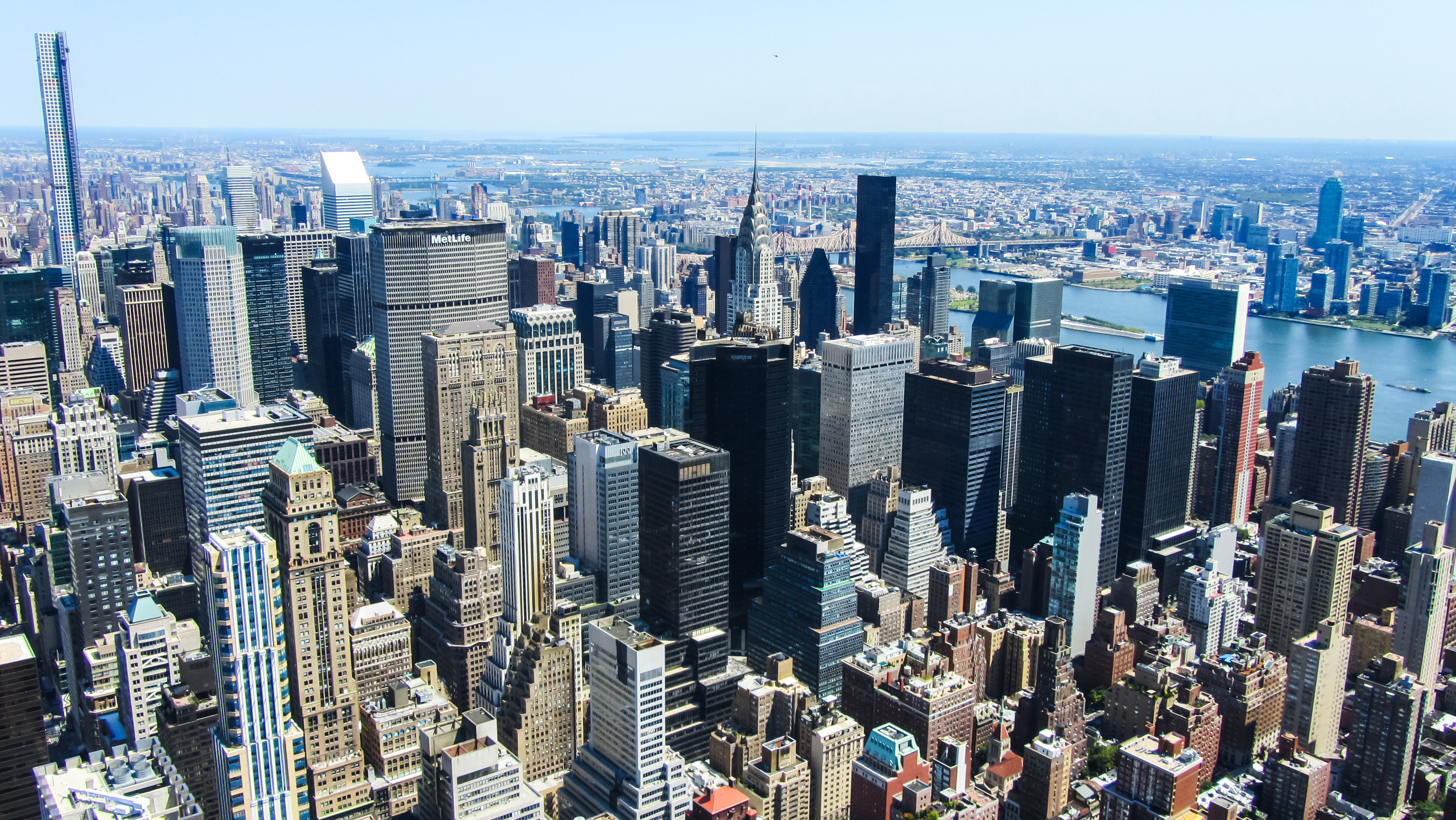
Нью-Йорк

Островные неинкорпорированные территории с ассоциированным статусом (фактически, заморские владения США), наряду с английским, предоставляют официальное признание языкам коренных жителей: самоанский язык и чаморро признаны, соответственно, на Американском Самоа и Гуаме; каролинский и чаморро признаны на Северных Марианских островах; испанский является официальным языком Пуэрто-Рико.

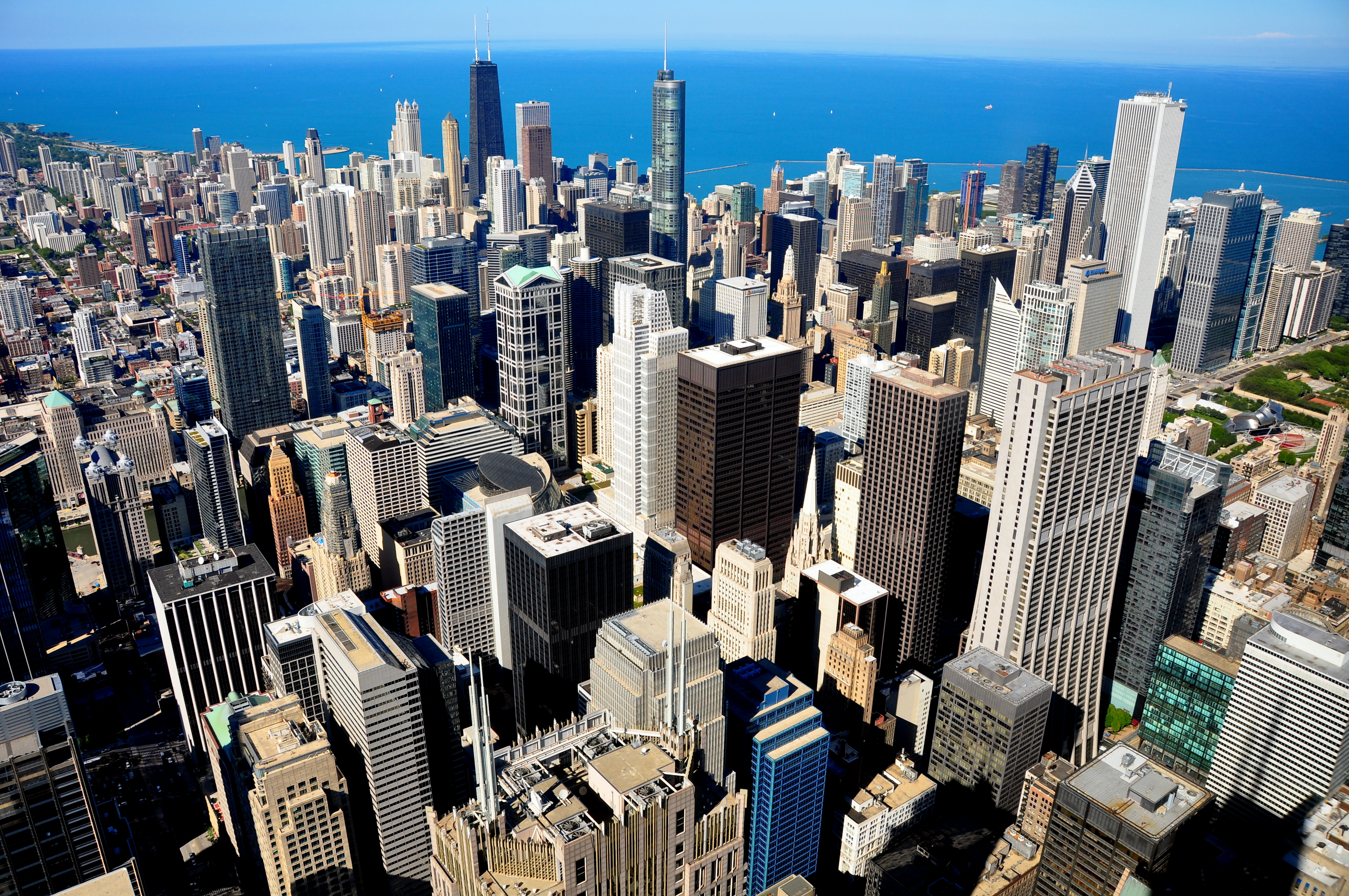
Чикаго

### Города
По данным Бюро переписи населения США, около 82 % американцев живут в городах или пригородах (городских агломерациях), половина из них проживает в городах с населением свыше пятидесяти тысяч человек.
В США 314 городов с населением более 100 тыс. человек, 10 городов с населением более миллиона жителей и 4 города, население которых превышает два миллиона человек (Нью-Йорк, Лос-Анджелес, Чикаго и Хьюстон).
| №  | Название      | Штат              | Население |
| -- | ------------- | ----------------- | --------- |
| 1  | Нью-Йорк      | Нью-Йорк          | 8,336,817 |
| 2  | Лос-Анджелес  | Калифорния        | 3,979,576 |
| 3  | Чикаго        | Иллинойс          | 2,693,976 |
| 4  | Хьюстон       | Техас             | 2,320,268 |
| 5  | Финикс        | Аризона           | 1,680,992 |
| 6  | Филадельфия   | Пенсильвания      | 1,584,064 |
| 7  | Сан-Антонио   | Техас             | 1,547,253 |
| 8  | Сан-Диего     | Калифорния        | 1,423,851 |
| 9  | Даллас        | Техас             | 1,343,573 |
| 10 | Сан-Хосе      | Калифорния        | 1,021,795 |
| 11 | Остин         | Техас             | 978,908   |
| 12 | Джэксонвилл   | Флорида           | 911,507   |
| 13 | Форт-Уэрт     | Техас             | 909,585   |
| 14 | Колумбус      | Огайо             | 898,553   |
| 15 | Шарлотт       | Северная Каролина | 885,708   |
| 16 | Сан-Франциско | Калифорния        | 881,549   |
| 17 | Индианаполис  | Индиана           | 876,384   |
| 18 | Сиэтл         | Вашингтон         | 753,675   |
| 19 | Денвер        | Колорадо          | 727,211   |
| 20 | Вашингтон     | округ Колумбия    | 705,749   |

### Религия

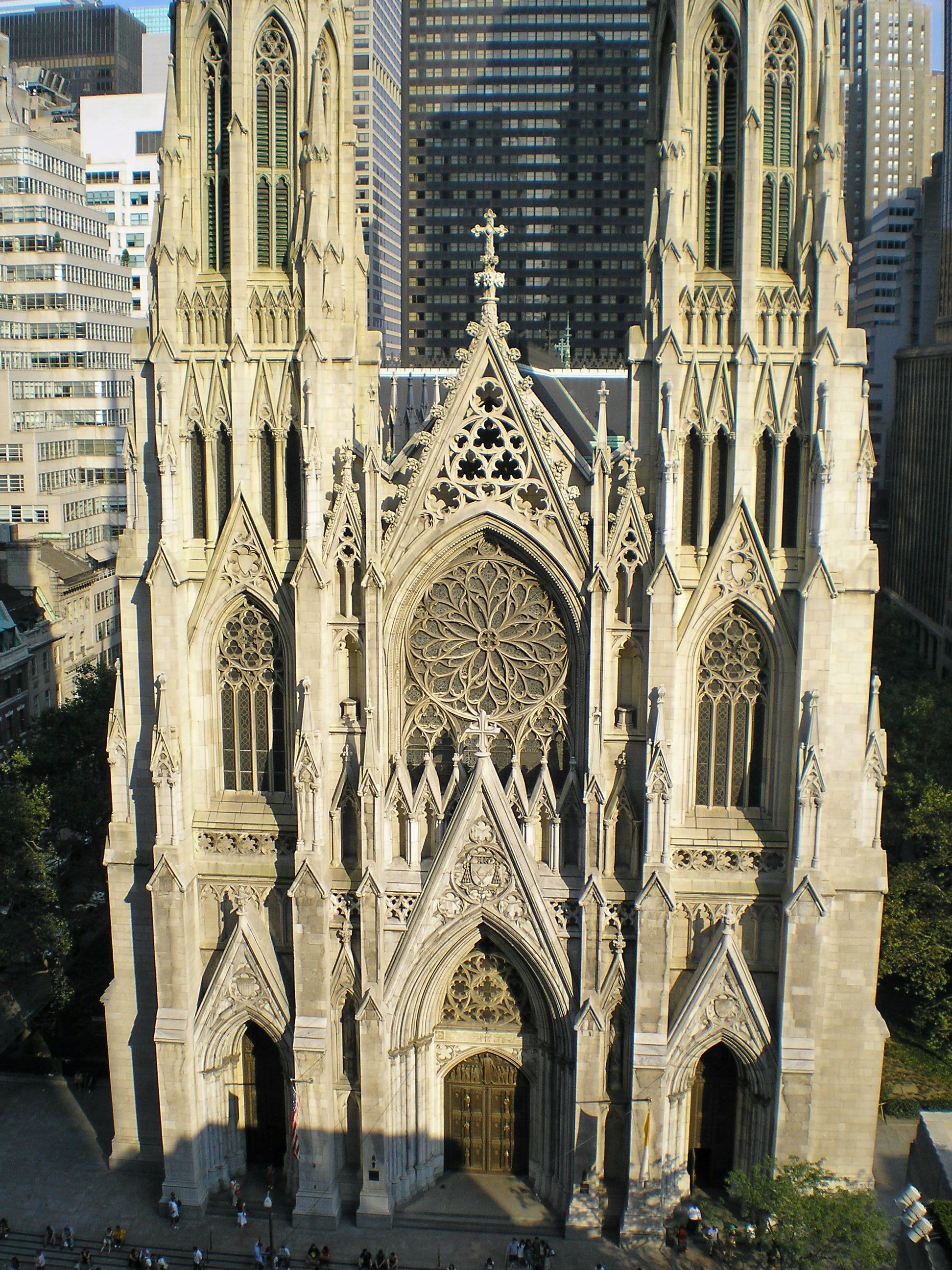
Собор Святого Патрика в Нью-Йорке

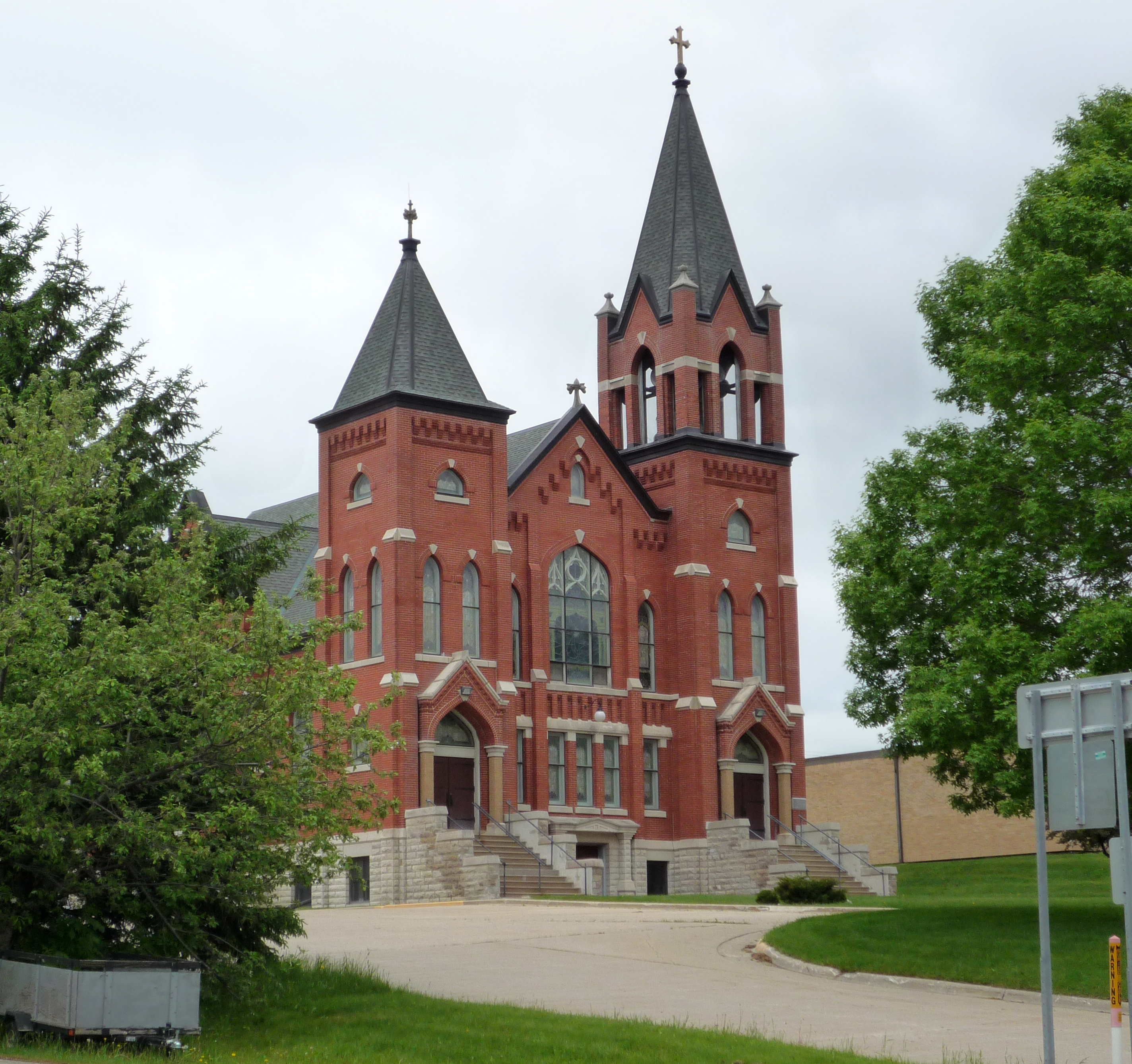
Лютеранская церковь в Хармони, Миннесота

Первая поправка к Конституции США, принятая 15 декабря 1791 года, провозглашает отделение церкви от государства, которое «отцами-основателями» понималось как запрет на установление государственного вероисповедания — наподобие того, что имело место в Великобритании. Согласно исследованию, проведённому в 2002 году Pew Global Attitudes Project, США — единственная из развитых стран, где большинство населения сказали, что религия играет «очень важную роль» в их жизни.
Американское правительство не ведёт официальной статистики по религии. По данным «Всемирной книги фактов ЦРУ» на 2018 год, религиозный состав США выглядит следующим образом:
- протестанты — 46,5 % населения
- католики — 20,8 % (преобладают в юго-западных и северо-восточных штатах);
- мормоны — 1,6 % (преобладают в Юте);
- члены других христианских конфессий — 0,9 %;
- иудеи — 1,9 %;
- мусульмане — 0,9 %;
- иеговисты — 0,8 %,
- буддисты — 0,7 %;
- индуисты — 0,7 %,
- 1,8 % — другие;
- не относящиеся ни к одной религиозной группе — 22,8 %[49].

Согласно исследовательскому центру Pew Research Center, протестанты в США распределены по религиозным группам следующим образом:
- баптисты — 15,4 % населения (49,1 млн). Принадлежат к крупнейшим религиозным организациям «Южная баптистская конвенция» (Southern Baptist Convention; 16,4 млн чел), «Независимые баптисты в евангельской традиции» (8 млн чел), «Американская баптистская церковь США» (American Baptist Churches USA; 4,8 млн чел);
- методисты — 4,6 % (14,7 млн);
- пятидесятники — 4,6 % (14,7 млн);
- лютеране — 3,5 % (преобладают в Северной и Южной Дакоте, 11,2 млн);
- пресвитериане — 2,2 % (7 млн);
- реставрационисты — 1,9 % (6 млн);
- англикане — 1,3 % (4,1 млн);
- движение святости — 0,8 % (2,5 млн);
- конгрегационалисты — 0,6 % (1,9 млн);
- адвентисты — 0,6 % (1,9 млн)[50].

Численность православных в США составляет около 0,55 % населения. В США действует автокефальная поместная православная церковь — Православная церковь в Америке (ПЦА), получившая автокефалию от Русской православной церкви в 1970 году. По данным ПЦА и Всемирного совета церквей, её численность составляет 1 млн человек. Независимые исследователи насчитывают от 85 до 115 тысяч верующих ПЦА в США. Также в США действует ряд православных церковных структур иной юрисдикции; самые крупные из них:
- Американская архиепископия;
- Константинопольская православная церковь;
- Патриаршие приходы;
- Русская православная церковь за границей.

## Политическая система

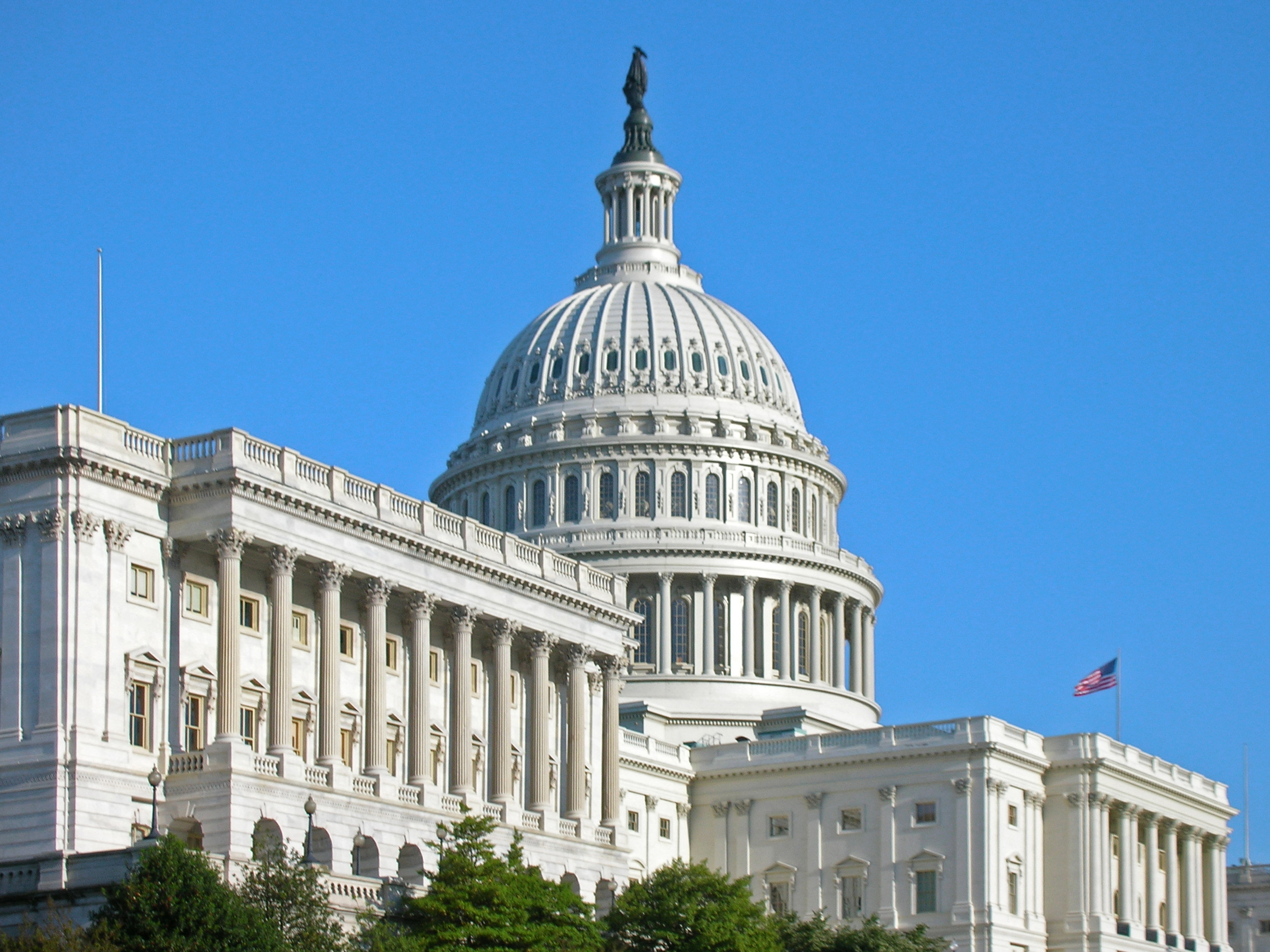
Конгресс США

По конституции США, принятой в 1787 году, определённые полномочия для осуществления государственной власти переданы федеральному правительству США. Государственные полномочия, не определённые для передачи в ведение федерального правительства конституцией, осуществляются штатами США.
В конституции США заложен принцип разделения властей, по которому федеральное правительство состоит из законодательных, исполнительных и судебных органов, действующих независимо друг от друга.
- Высший орган законодательной власти — двухпалатный Конгресс США:
  - нижняя палата — Палата представителей;
  - верхняя палата — Сенат.
- Высший орган исполнительной власти — президент США. Президент — глава государства, главнокомандующий вооружёнными силами (см. Список президентов США). Существует также пост вице-президента.
- Высший орган судебной власти — Верховный суд США.

Основные политические партии — республиканская и демократическая. Также существует множество других, более мелких партий.

## Внешняя политика
Внешняя политика США направлена на достижения двух основных целей — на обеспечение безопасности государства и его граждан и на обеспечение благосостояния граждан страны.

## Экономика

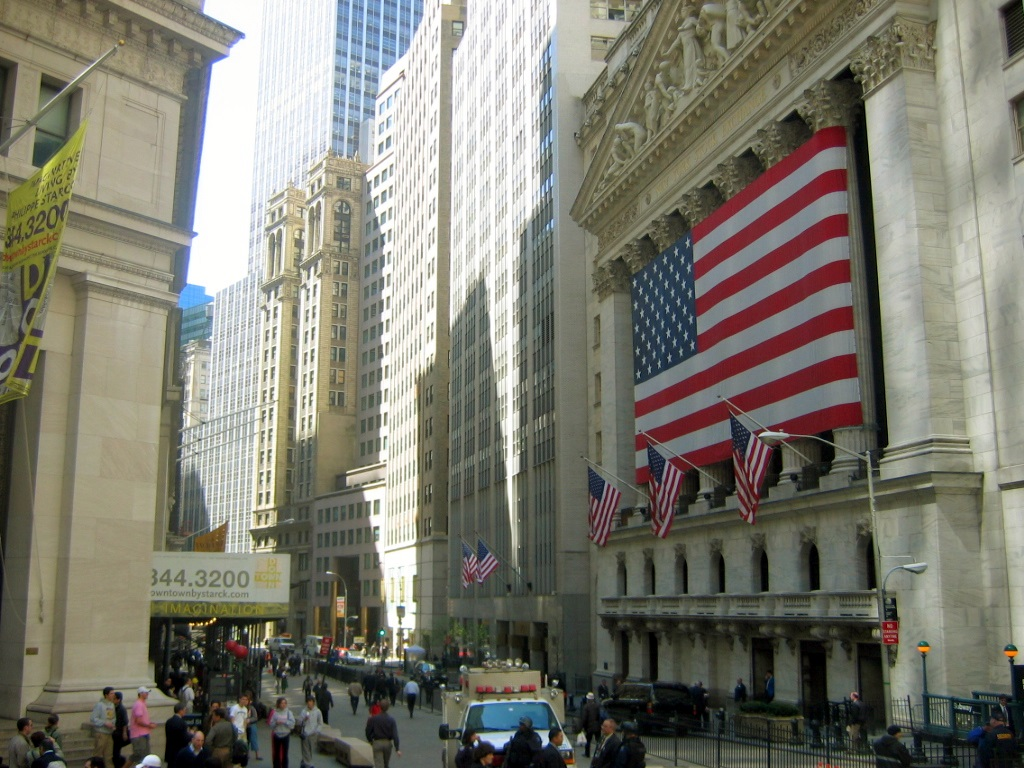
Нью-Йоркская фондовая биржа на Уолл-стрит — символ финансового могущества США

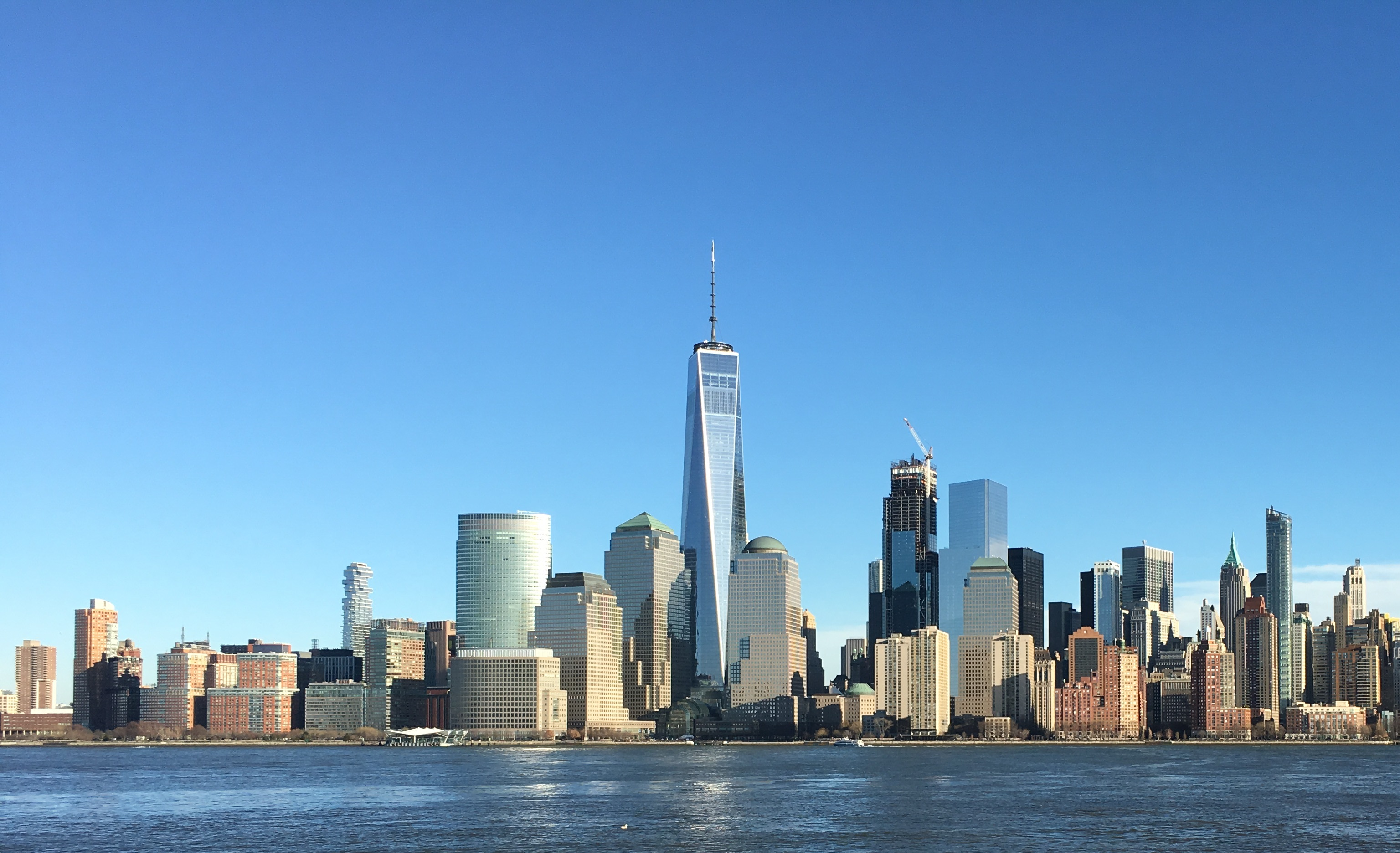
Всемирный торговый центр 1 — самое высокое здание в Западном полушарии

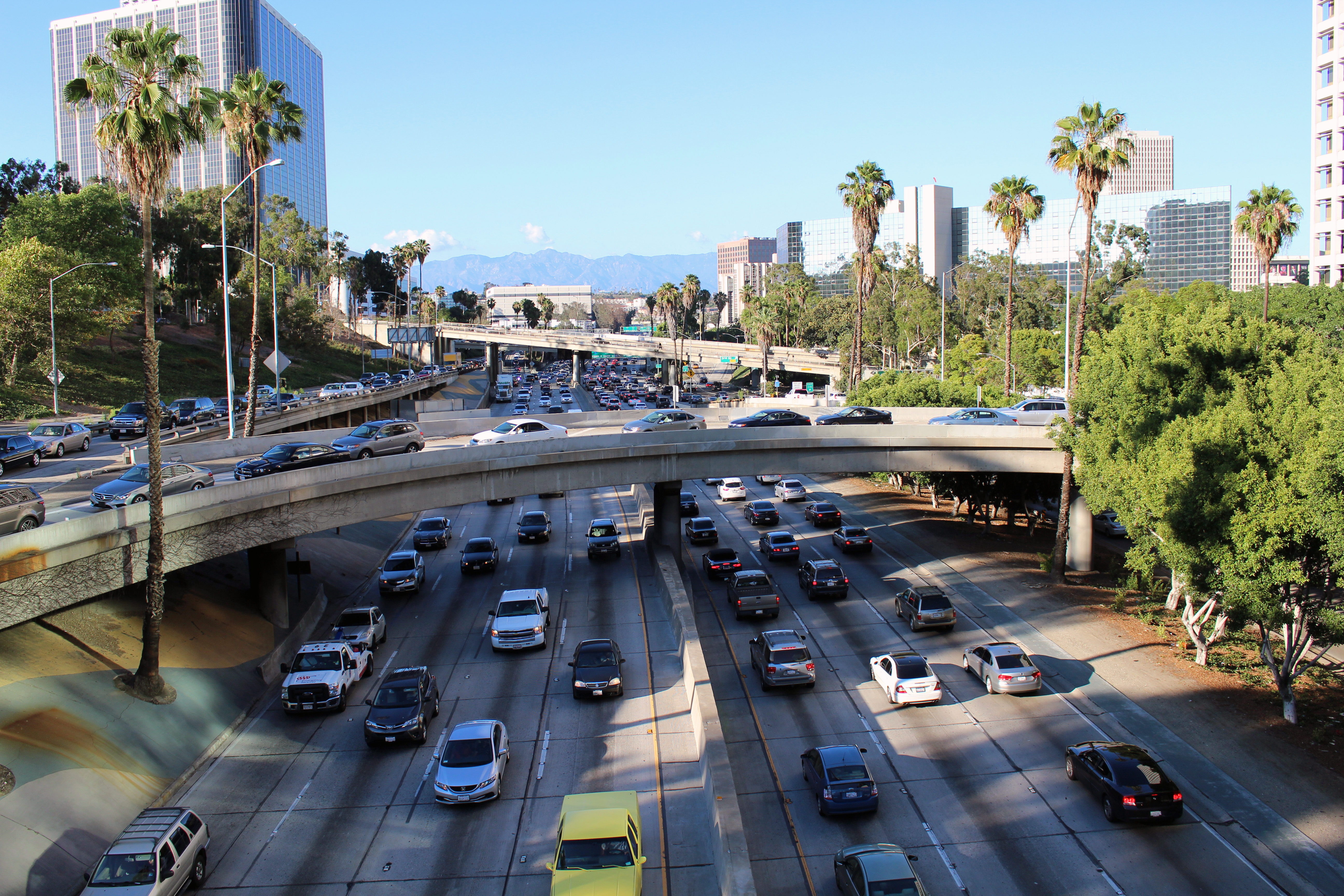
Лос-Анджелес

ВВП на душу населения (в ценах 2011 года)

Экономика США является крупнейшей экономикой мира в номинальном выражении, составляя не менее четверти мирового ВВП последние 50 лет.
Американская экономика обладает очень высоким уровнем прозрачности. Государственными органами США с частотой раз в каждую неделю, две, месяц, квартал и год публикуются десятки разных статистических отчётов и экономических показателей. Согласно законодательству, некоторые из них подлежат пересмотру в последующие периоды — в зависимости от получения новых данных.
К отчётам, подлежащим пересмотру, например, относятся ежемесячные отчёты о ВВП и о личных доходах и расходах населения, публикуемые Бюро экономического анализа.
Пересмотр показателей в сторону повышения или понижения — не редкость.
Помимо десятков государственных, в США публикуются десятки показателей частных (коммерческих и общественных) организаций. Так, например, за долгое время своего существования заслужили доверия такие показатели, как Отчёт о безработице от компании ADP, Индекс о настроении потребителя Университета Мичигана, Индекс Кейса-Шиллера от агентства Standard & Poor’s и т. п.
Экономика страны является одной из наиболее диверсифицированных национальных экономик мира и удерживает лидерство в мировой экономике последние 100 лет. Однако с начала 2000-х годов, вследствие ускорившейся глобализации и роста экономик развивающихся стран, её влияние в мировой экономике немного снизилось.
В 2019 году потребительские расходы составляли 68 % американской экономики. По состоянию на август 2010 года к американским трудовым ресурсам относятся более 154 млн человек. Правительство является крупнейшим работодателем страны — в государственных компаниях и структурах занято более 21 миллиона человек. Крупнейшая сфера занятости среди частных компаний — здравоохранение и социальное обеспечение (16,4 млн человек). Около 12 % работников состоят в профсоюзах (в Западной Европе — 30 %). Количество рабочих мест на производствах сократилось на 5 млн с 2000 года.
Экономику США укрепило создание зоны свободной торговли с Канадой и Мексикой (НАФТА) в 1994—2008 годах. Объём товарного экспорта США в страны НАФТА в 1993—2013 годах увеличился более, чем в 5 раз: со 141,8 млрд долларов до 529,0 млрд долларов. Стоимость товарного импорта США из стран НАФТА за этот же период увеличилась более, чем в 4 раза: со 150,8 млрд долларов до 625,0 млрд долларов.
Государственный долг США составляет более 31 триллиона долларов. Начиная с 2012 года, государственный долг США превышает годовой объём ВВП США.
Мировой экономический кризис 2008 года значительно повлиял на Соединённые Штаты. Количество произведённой продукции до сих пор ниже потенциального. Кризис спровоцировал рост безработицы (которая ныне сокращается, однако по-прежнему находится выше докризисного уровня), падение потребительской уверенности, рост количества банкротств, обострение налогового кризиса, рост инфляции, рост цен на топливо и продукты.
| Финансовый год | Дефицит, млрд долларов | Отношение к доходу, % |
| -------------- | ---------------------- | --------------------- |
| 2002           | 158                    | 9                     |
| 2003           | 378                    | 21                    |
| 2004           | 413                    | 22                    |
| 2005           | 318                    | 15                    |
| 2006           | 248                    | 10                    |
| 2007           | 161                    | 6                     |
| 2008           | 459                    | 18                    |
| 2009           | 1413                   | 67                    |
| 2010           | 1294                   | 60                    |
| 2011           | 1300                   | 56                    |
| 2012           | 1327                   | 54                    |

### Промышленность
Промышленность США отличается высоким уровнем производственной и территориальной концентрации. В ней представлены все существующие отрасли, ориентированные на выпуск как массовой, так и лимитированной продукции.
По данным на 2004 год промышленность давала менее 20 % ВВП страны (сфера услуг — 79,4 %; сельское хозяйство — около 0,9 % ВВП). По данным Международного валютного фонда, за 2012 год доля промышленного производства и услуг в структуре ВВП США составила 22,1 % (3,23 трлн долл.) и 76,8 % (11,2 трлн долл.) соответственно.

### Сельское хозяйство
Сельское хозяйство составляет менее 1 % ВВП, однако Соединённые Штаты являются крупнейшим в мире производителем кукурузы и сои. США — основной разработчик и производитель генетически модифицированной пищи, здесь создаётся более половины мирового объёма генно-модифицированных круп. На площади 48 штатов 35 % территории используется как пастбища, 28 % покрыто лесом и 21 % территории используется под сельскохозяйственные нужды.
По данным Всемирного банка, в 2012 году США, с огромным отрывом, занимали первое место в мире по экспорту пшеницы (32,8 млн тонн стоимостью 11,1 млрд долларов).

### Образование

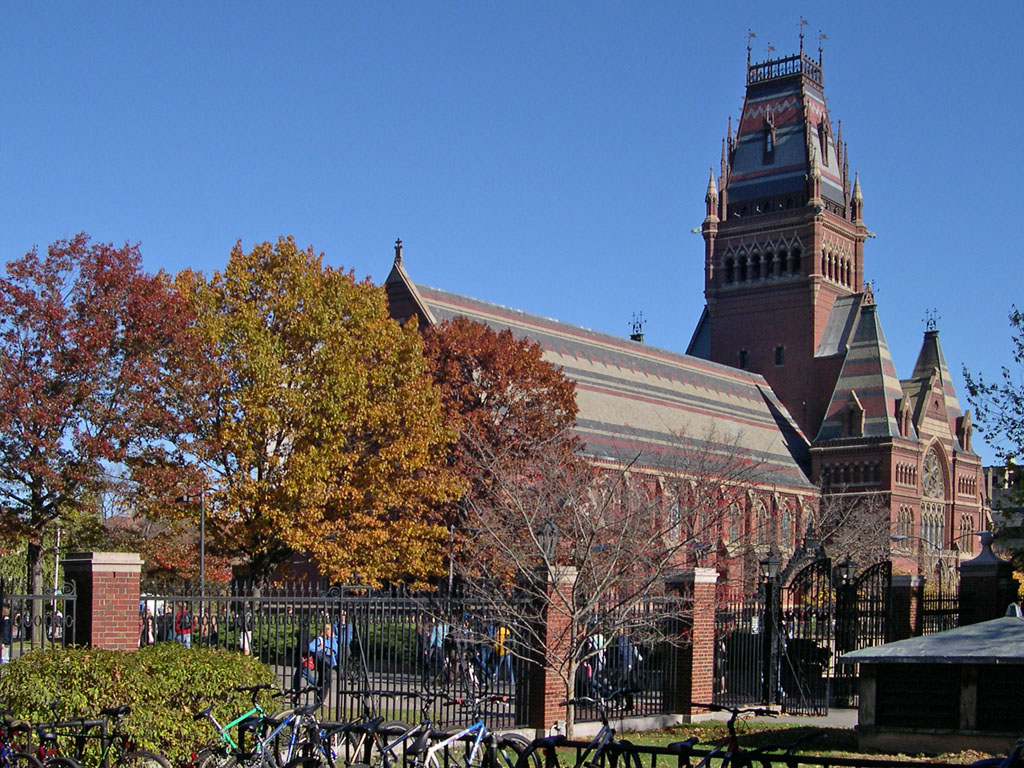
Гарвардский университет

### Средства массовой информации

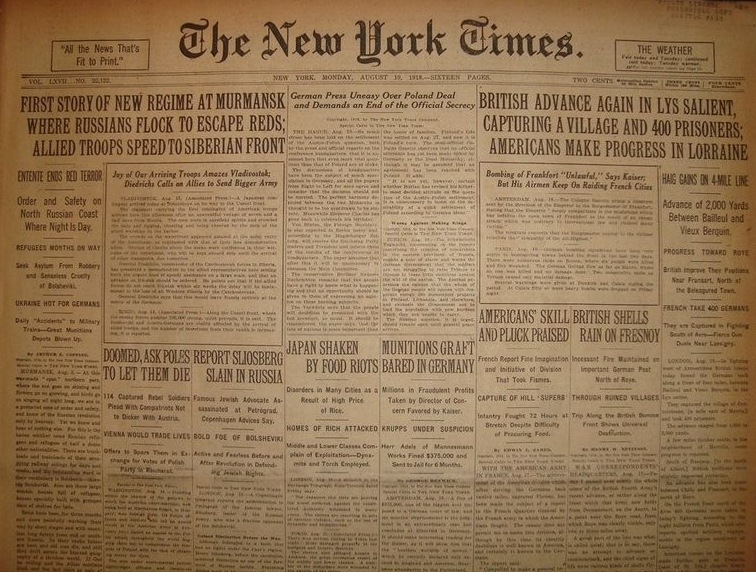
Выпуск газеты The New York Times от 19 августа 1918 года

## Здравоохранение

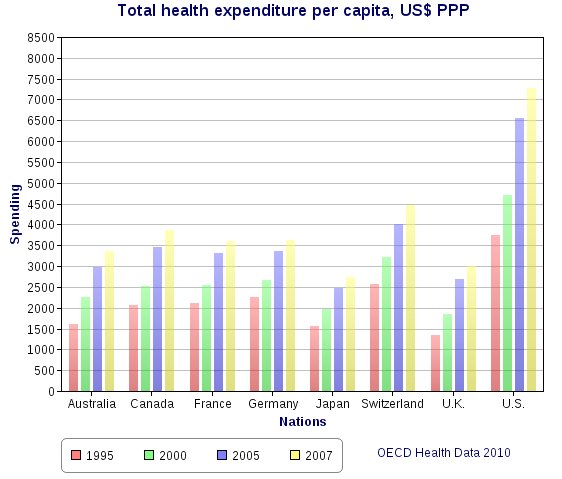
Расходы на здравоохранение на душу населения в долларах США, скорректированные по ППС, в сравнении с другими развитыми странами

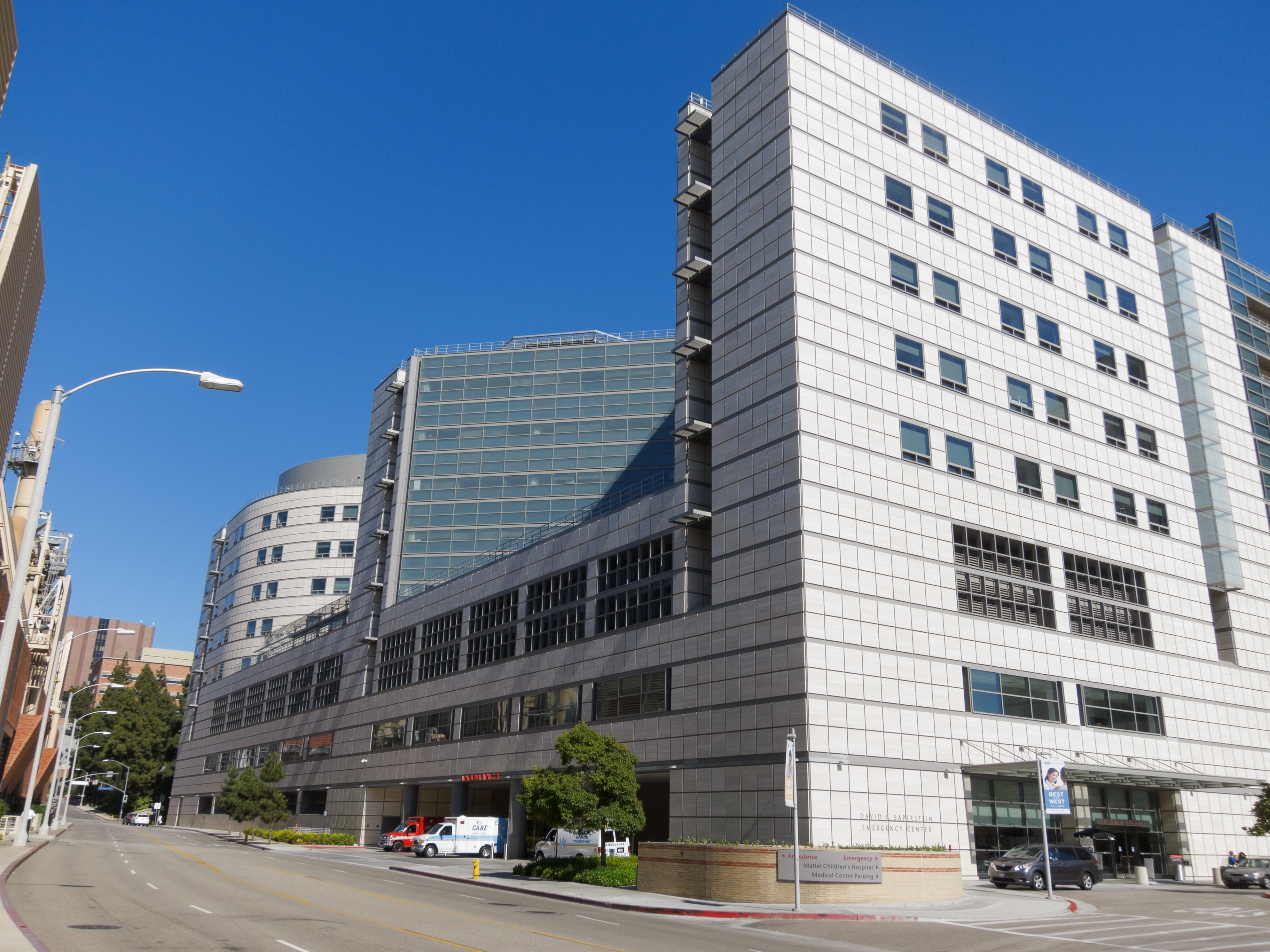
Медицинский центр Калифорнийского университета им. Рональда Рейгана в Лос-Анджелесе, одна из ведущих больниц США

## Вооружённые силы

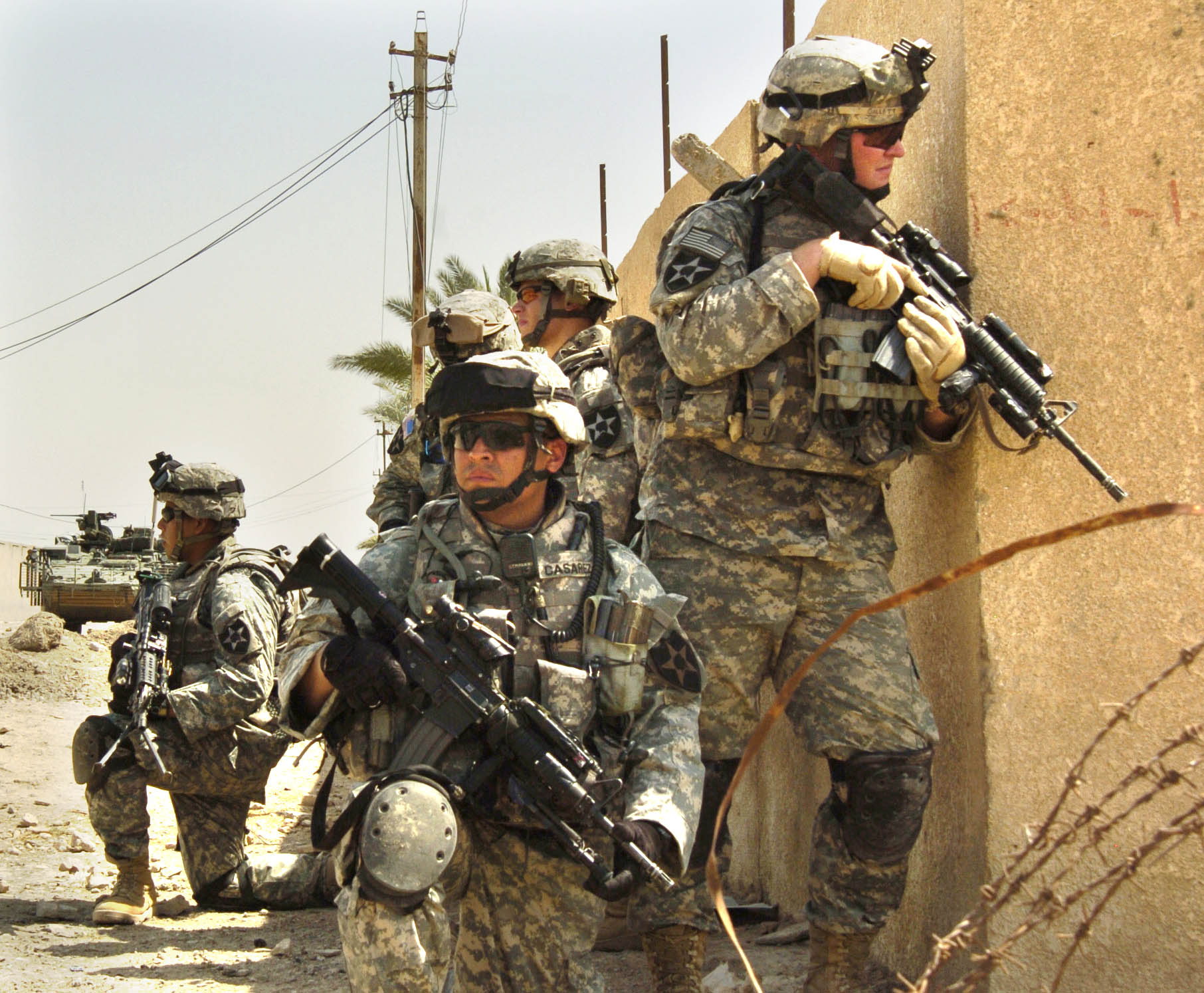
Американские солдаты в Багдаде

### Внешняя торговля
По данным на 2014 год экспорт США составляет 1,45 трлн долларов США (2 место после КНР), а импорт 2,19 трлн долларов США (1 место в мире).
Экспорт (1,45 трлн): нефтепродукты, автомобили, самолёты, вертолёты, запчасти для машин, медикаменты.
Основные покупатели: Канада (17 %), Мексика (13 %), КНР (9,2 %), Япония (4,6 %), Германия (4,2 %).
Импорт (2,19 трлн): сырая нефть, компьютеры, автомобили, нефтепродукты, запчасти для машин, мобильные телефоны, вещательное оборудование.
Основные поставщики: КНР (20 %), Канада (15 %), Мексика (13 %), Япония (5,9 %), Германия (5,5 %), Южная Корея (3,2 %).

## Транспорт

Система межштатных автомагистралей США

США обладают очень развитой транспортной, инженерной и прочей инфраструктурой, на содержание которой в 2011 году было потрачено 2,4 % от ВВП страны, что составило примерно 362 млрд долларов.
Несмотря на увеличение расходов в абсолютных цифрах за последние 10 лет, доля расходов на инфраструктуру страны остаётся ниже максимального показателя в 3,1 % от ВВП, достигнутого в 1960-х годах.

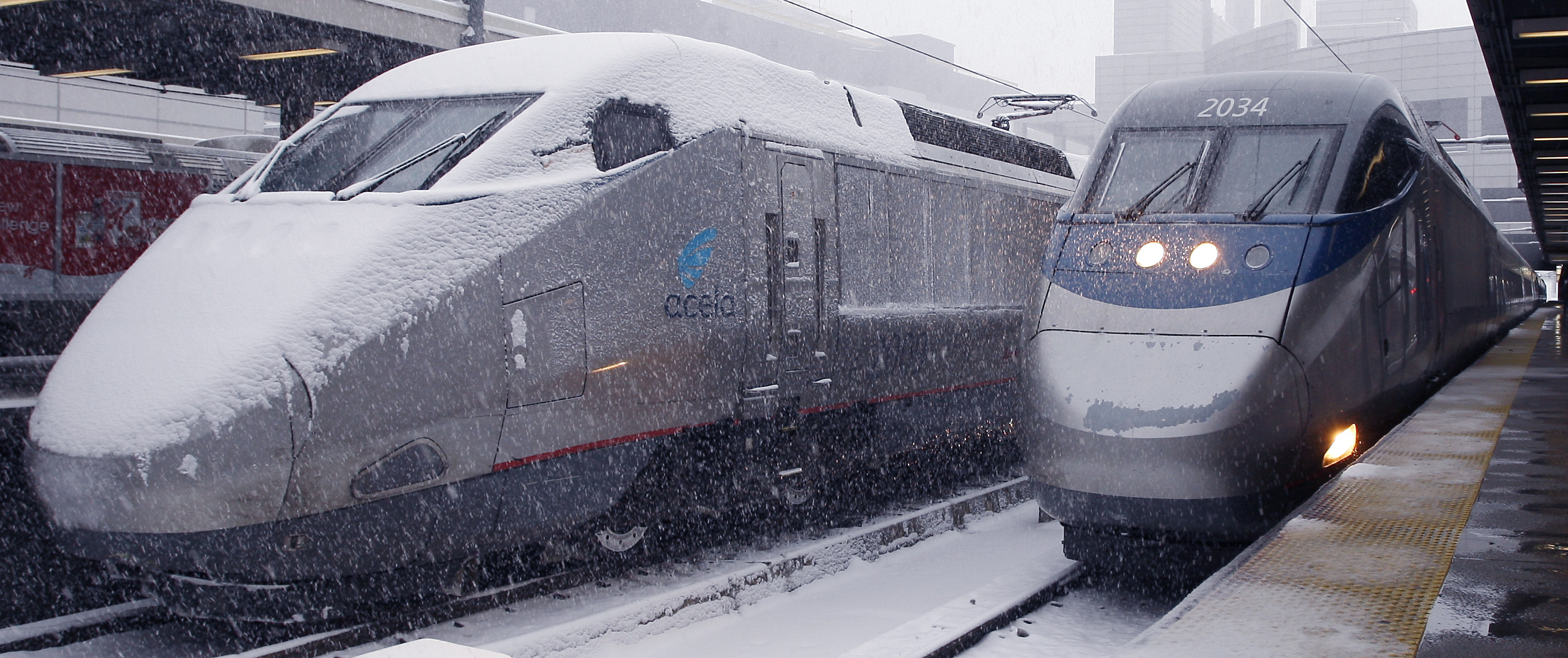
Скоростной поезд Acela Express в Бостоне

### Автомобильные дороги
Сеть автомобильных дорог США является самой протяжённой дорожной сетью в мире. Её общая длина составляет 6 506 204 км.

В неё входят как дороги федерального значения (Система межштатных автомагистралей), так и дороги штатного и местного значения.

### Железные дороги
Несмотря на почти двукратное сокращение железных дорог с 1920-х годов, США до сих пор обладают самой протяжённой в мире сетью железных дорог, длина которой составляет 226 427 км.

### Авиатранспорт

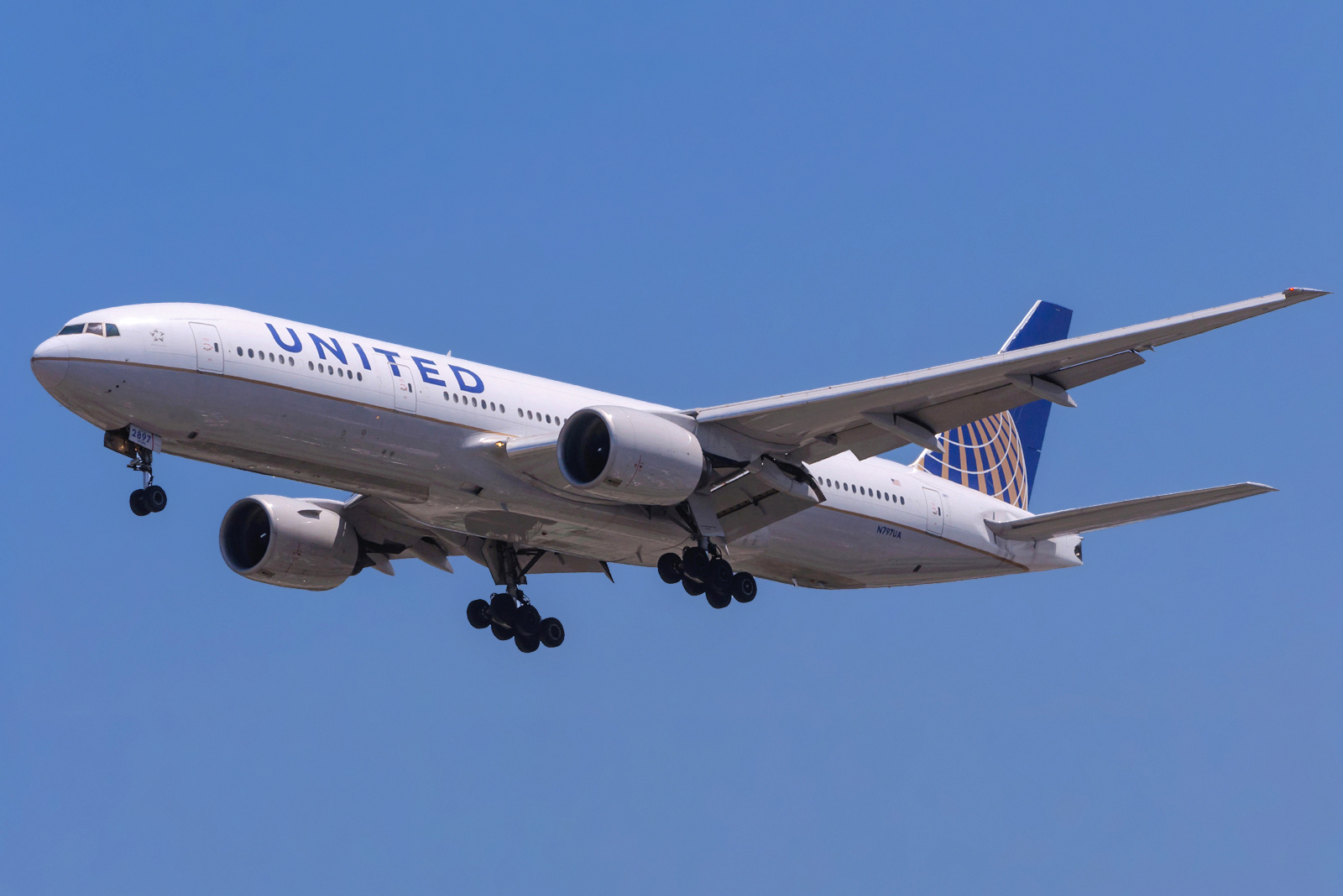
Boeing 777, крупнейший в мире двухмоторный самолёт

Соединённые Штаты обладают наибольшим в мире количеством аэропортов и аэродромов с твёрдыми взлётно-посадочными полосами (ВПП). Общее число таких аэроузлов составляет 5194. Страна также является лидером по количеству аэродромов с грунтовыми ВПП. Таких объектов насчитывается 9885. Воздушное пространство над США является одним из самых загруженных на планете. Так, согласно The Guardian, в 2012 году 4 из 10 самых загруженных аэропортов в мире были американскими. Согласно исследованию, проведённому Университетом Хофстра, на США приходится до 70 % внутренних авиаперевозок в мире.

## Энергетика
В 2013 году в США было произведено 4058 млрд кВт⋅ч электроэнергии. По данным на 2012 год, страна производит 18,8 % от общемирового производства электроэнергии и занимает второе место в мире по этому показателю, уступая лишь КНР.
В 2013 году 67 % электроэнергии было выработано тепловыми электростанциями, работающими на ископаемом топливе: 39 % — на угле, 27 % — на природном газе, 1 % — на нефти. 19 % электроэнергии было произведено атомными электростанциями, 7 % — гидроэлектростанциями. 6 % выработки электроэнергии — на базе возобновляемой энергии: 1,5 % — электростанциями на биотопливе, 0,4 % — геотермальная энергия, 0,2 % — солнечная энергия, 4,1 % — энергия ветра. Импорт электроэнергии в США в 2012 году составил 47 млрд кВт⋅ч.
Значительную часть энергоносителей США импортируют, но в связи со «сланцевой революцией» наблюдается постепенное сокращение объёмов закупаемой нефти. Если в 2005 году США импортировали 10,1 млн баррелей в день, то в 2014 году — только 7,4 млн баррелей. При этом в 2010—2013 годах закупки нефти США сократили в Венесуэле на 33,5 %, в Нигерии на 76,4 %, в Мексике на 26,1 %. В этот период были увеличены закупки нефти в Саудовской Аравии и Кувейте.
С 2015 года газовые компании США начали экспорт сжиженного природного газа, а в декабре того же года был отменён законодательный запрет на экспорт нефти.

## Культура
Праздники: см. Праздники США

### Кухня

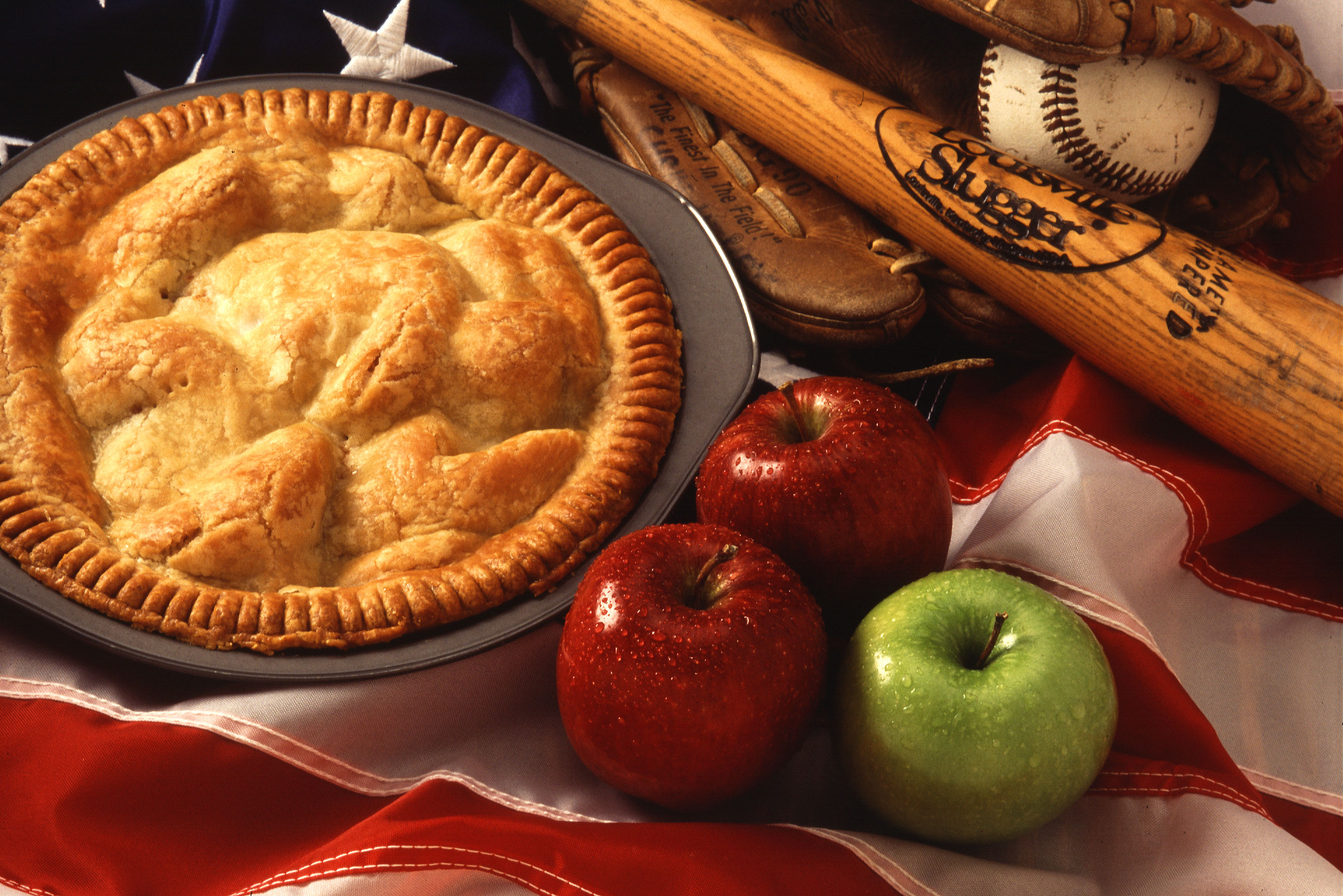
Яблочный пирог — один из символов американской кухни

Начавшись с традиций английской кухни XVII—XVIII веков, смешавшихся с некоторыми кулинарными традициями американских индейцев, американская кухня значительно менялась в течение последних трёх столетий, став синтезом кулинарных традиций всего мира, сочетающим кухни различных иммигрантских культур:
- на Северо-Востоке популярна британская кухня и кухни других европейских стран;
- на Юге — африканская и средиземноморская кухни (курятина, шницели, блюда из морепродуктов);
- на Юго-Западе — мексиканская кухня (фахита, тако, буррито);
- на Среднем Западе — итальянская кухня.

Традиционным и наиболее узнаваемым американским завтраком считается яичница с беконом, панкейки (оладьи) с кленовым сиропом и хлебные тосты или сэндвичи (например, с арахисовой пастой и джемом). США являются родиной кукурузных хлопьев, которые обычно употребляют с молоком. Из напитков популярны кофе и апельсиновый сок.
Обед обычно очень лёгкий и состоит из салатов, пасты с томатным соусом, фастфуда и различных бутербродов.
Ужин достаточно плотный и разнообразный. На первое обычно подают супы или бульоны. На второе идут блюда из мяса и птицы, колбасы или морепродукты. На гарнир используются всевозможные овощи (кукуруза, спаржа, цветная капуста, картофель и др.).
Американцы очень мало употребляют хлеб и другие мучные изделия.
Большим спросом пользуются десерты (фрукты со взбитыми сливками, пирожные, кексы, печенья).
Из напитков популярны различные фруктовые соки, газировки, а также кофе (часто с огромным количеством сливок, молока и сахара; половина населения страны пьёт хотя бы одну чашку кофе в день) и холодный чай, который обычно подают без сахара, но с лимоном.
Из алкогольных напитков американцы предпочитают калифорнийские вина, бурбон, ром или местное пиво (например, корневое пиво).

### Литература, философия

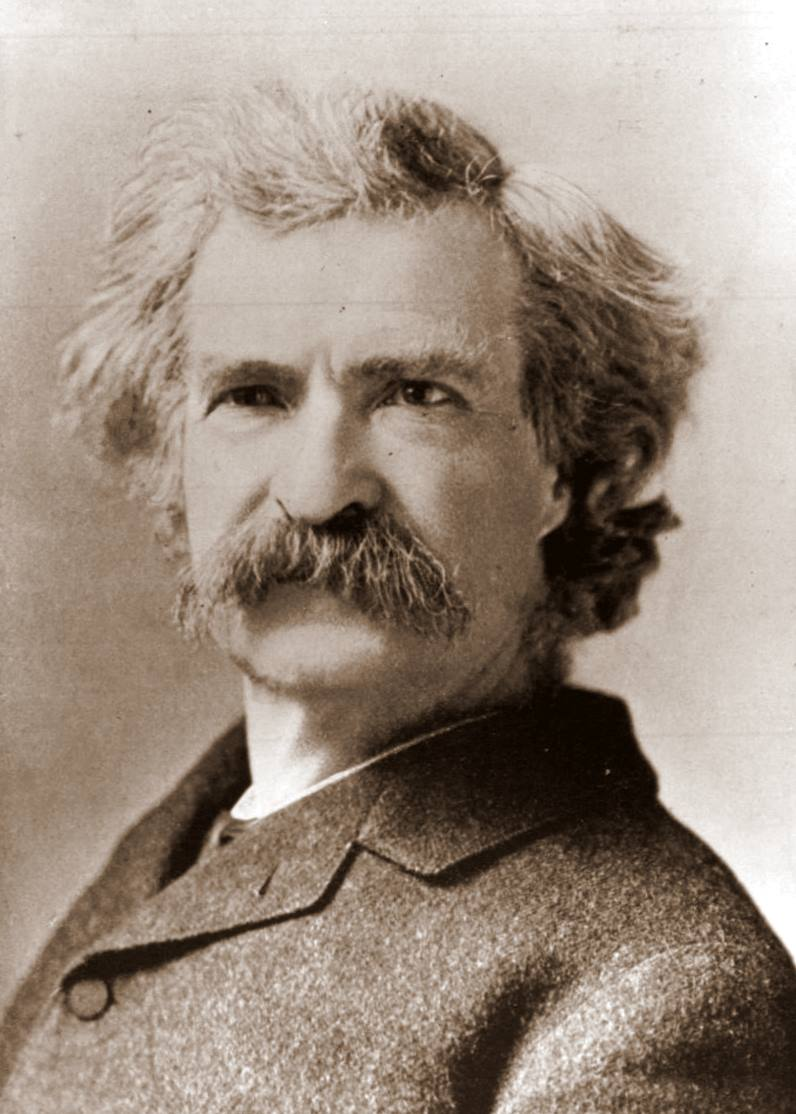
Марк Твен — один из самых известных писателей мира

### Музыка

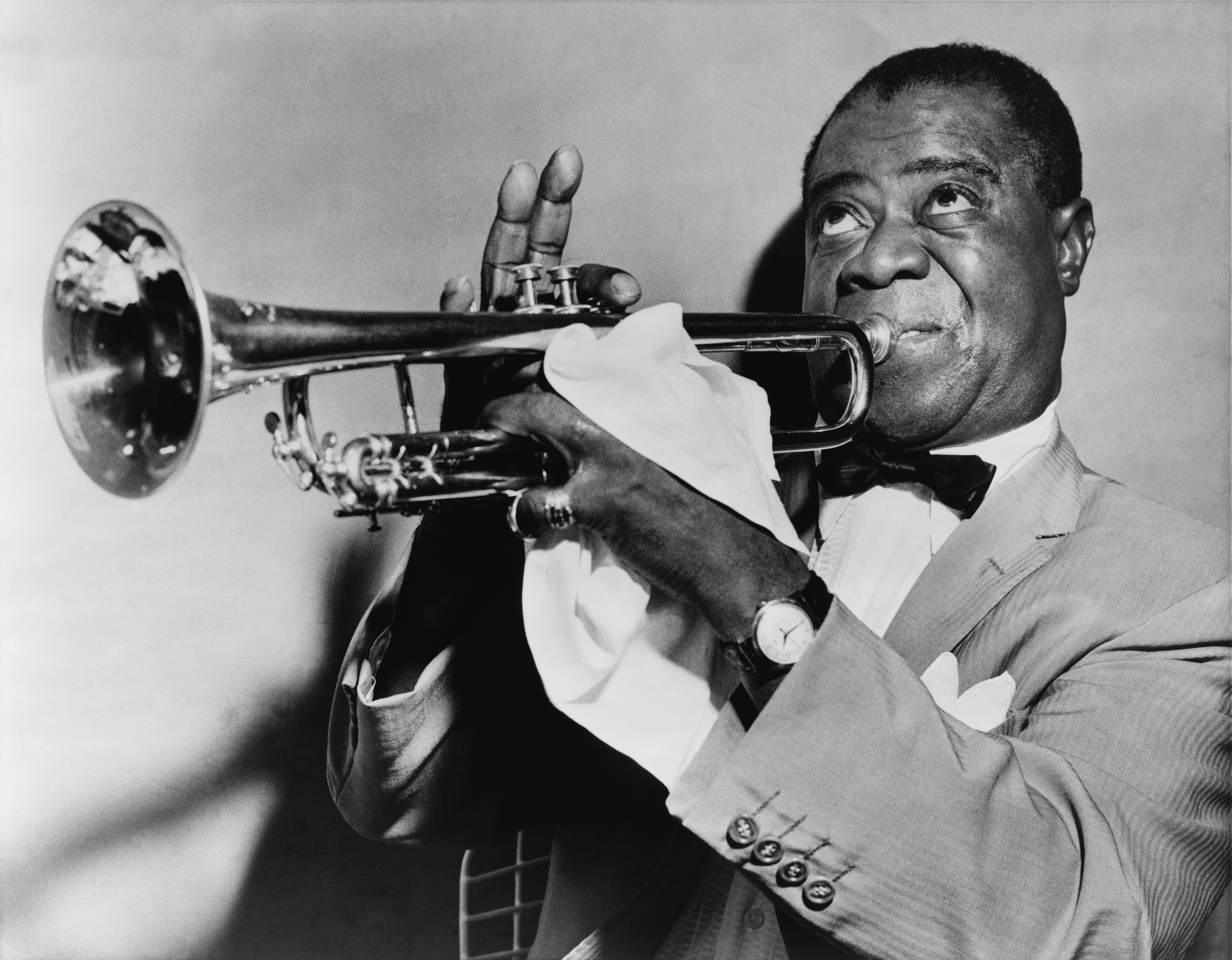
Луи Армстронг — американский джазовый трубач

### Изобразительное искусство

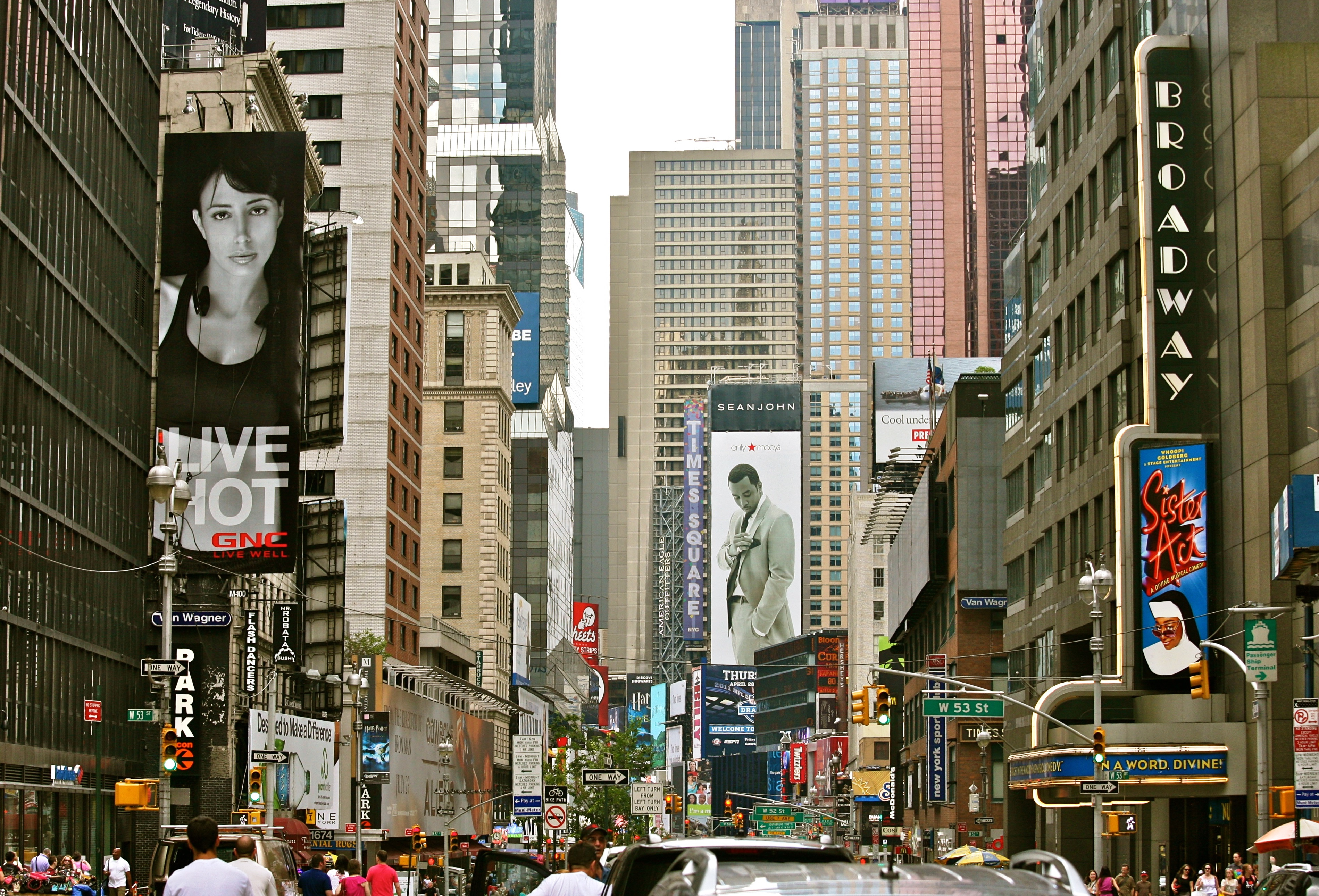
Бродвей

### Кино

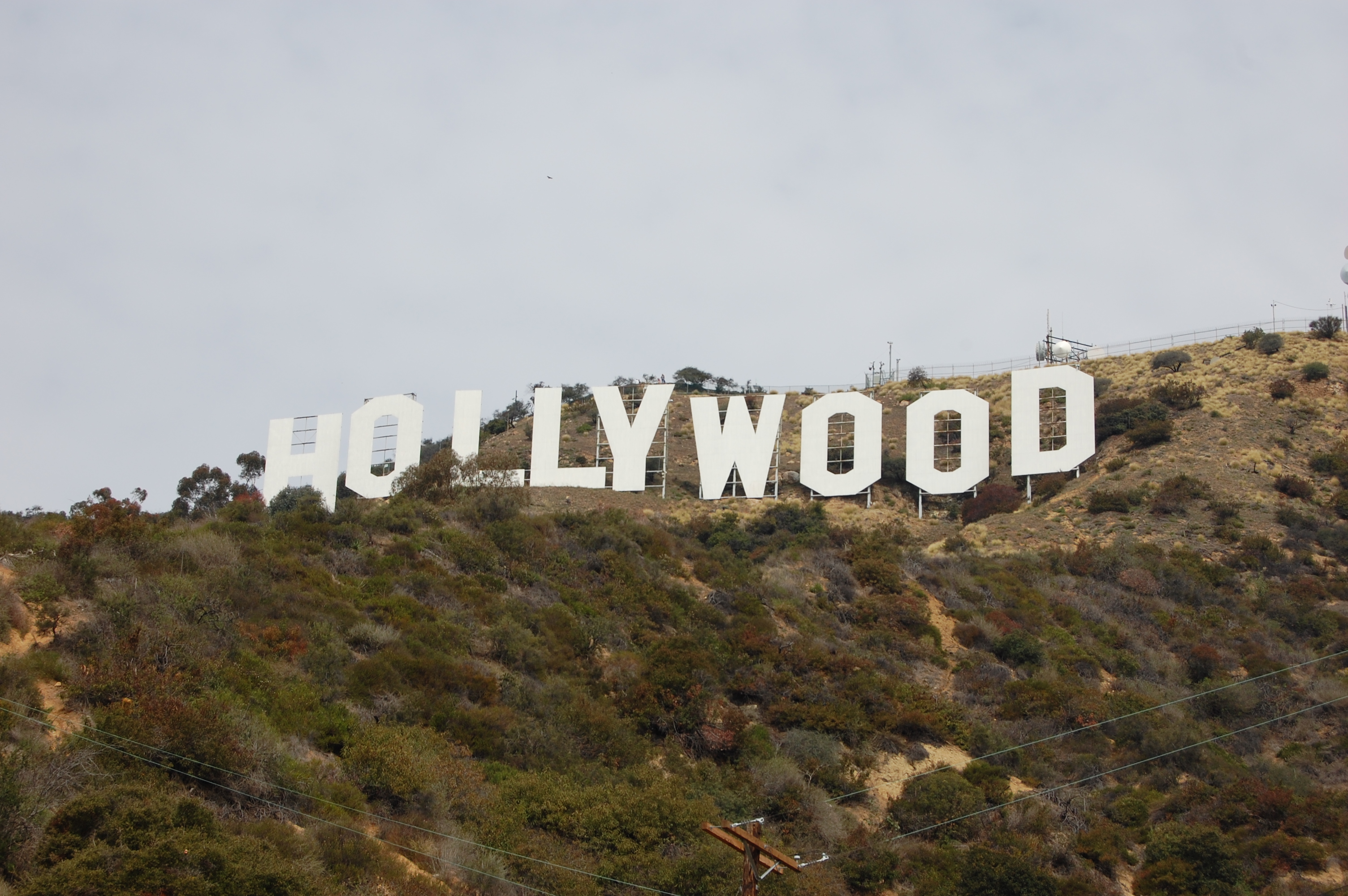
Знак Голливуда — символа кинопромышленности США